# アルシャードトライデント
『アルシャードトライデント』（以下、『トライデント』と略記）はテーブルトークRPG(TRPG)『アルシャード』シリーズのプロジェクト名。本記事ではプロジェクトを構成するリプレイ3シリーズ、サプリメント、読者参加企画について統括して記述する。
以下、プロジェクト名、書名並びにゲームタイトルは『』括り、リプレイ題は「」括りで表記する。

## 概要
『アルシャード』シリーズの舞台であるユグドラシル宇宙を揺るがす大事件「大ラグナロク」での冒険を扱った3系統のリプレイと、それに連動したサプリメント、読者参加企画から成る。
元々は『アルシャードff』（以下、『ff』と略記）と『アルシャードガイアRPG』（以下、『ガイア』と略記）をクロスオーバーさせるシナリオ集として企画されていたものが、リプレイ企画として再構成されたものである。『アルシャード』両シリーズのデザイナーである井上純弌によれば、『トライデント』は単純に二つのゲームシステムをクロスオーバーさせるリプレイを読んでもらう企画というだけではなく、「アルシャードの舞台設定」に新しい要素を加え、その舞台でユーザーが実際に遊べるような情報を提供するという目的があり、リプレイもその発表の場の一つと位置づけている。そのため、リプレイと同時並行する形で、大ラグナロクが起こった世界で冒険するためのサプリメントも複数出版されている。『トライデント』の完結を持ってアルシャードシリーズの展開は一区切りを迎え、ルール第二版にあたる『アルシャードセイヴァーRPG』にバトンを渡すこととなった。
本プロジェクトの中核となるリプレイは、3人のゲームマスター（GM）による3つのキャンペーンリプレイが絡み合ってストーリーを展開させるという独特の構造を採っている。
また、このキャンペーンリプレイ3シリーズは、これまで公開されてきた設定やデータを踏まえた超高レベル向けセッションを例示する目的も持つ。『アルシャード』の高レベルリプレイとしてはこれまでにも「腐食都市」『神の贈り物』「The Broken Sword」があったが、『トライデント』リプレイ3シリーズは、『ff』『ガイア』共用の超高レベル向けサプリメント『アインヘリアル』『フリスズキャルヴ』発売後初の高レベルセッションである。そのため、「爆誕! ゴッドウォリアーズ!!」に始まる第2巻目では、一部のPCがキャラクター成長過程で超高レベル用キャラクタークラス「アインヘリアルクラス」を取得。対するエネミーもそれに対応した強力なものとなっている。
キャンペーン3シリーズは、シリーズ全体の統括役も兼ねる田中天がGM兼リプレイ執筆を担当しユグドラシル宇宙全般を舞台とするパート（全3巻）、『ff』のリプレイに属し緑谷明澄がGM兼執筆を担当するパート（全2巻）、『ガイア』のリプレイに属し藤井忍がGM執筆を担当するパート（全2巻）で構成される。公開は基本的にファミ通文庫書き下ろしの形をとるが、同文庫の公式サイト『FB Online』での連載も行っている。

なお、それぞれのリプレイには、『アルシャードクロスオーバーリプレイ』と銘打たれた田中天担当パートを除き、『アリアンロッドRPG』や『ダブルクロス』など他のFEAR製TRPGリプレイに見られる固有のシリーズ名は付けられていない（使用されているルールシステム名のみが付けられている。田中天担当パートは基本的に『ガイア』に準拠）。

以下本記事では便宜上、公開開始順に田中天担当パートを「第1パーティ(編)」、藤井忍担当パートを「第2パーティ(編)」、緑谷明澄担当パートを「第3パーティ(編)」と呼称する。

## リプレイあらすじ

### 第1パーティ
ブルースフィア。今回の成穂学園学園祭最大のイベントは人気ロックバンド「アキレス」のライブだ。だがステージ上でアキレスは解散を宣言。観客としてきていた「ガイアのシャードの守護者」西園寺恵を連れ去り姿を消してしまう。恵の親友で「蒼の守護者」宮沢茉莉は、父・祥吾らの助けを借りて恵を探すが、一向に足取りは掴めなかった。
一方、ユグドラシル宇宙の様々な世界で「スカンダ」「ファラオ」「韋駄天」などと名乗る謎の軍勢が侵略を開始。ミッドガルドの真帝国大司教エリザ・ベスと、故郷世界を滅ぼされた青年ディム、祥吾のかつての戦友である太古のアルフ・グローリアスは、それぞれがそれぞれの理由で「蒼の守護者」の協力を得るべく宮沢家に現れた。
一連の事件には関連があり、その鍵を握るのは「初めてアスガルドに到達したブルースフィア人クエスター」とも伝えられる古代マケドニアの英雄王アレクサンドロス3世―そう結論づけた4人は、アキレスの所属事務所に隠されていたレリクス「ビブロストの橋」を使い、いくつもの世界を渡り歩く旅に出た。

### 第2パーティ
神々の戦い「レスケー」。そこで勝鬨を挙げる一人の少女がいた。彼女の名は那須美衣。高校生モデルにして美の女神アフロディテの末裔である。審判者ニケーに連れられ、美衣は勝者の報酬「黄金の林檎」があるという1隻の豪華客船「ポセイドン号」に向かう。
「黄金の林檎」。それはフレイの剣と自称する意思持つ杖・クアドラだった。ニケーの説明とは異なる存在を前にした美衣は悩んだ末クアドラと契約する。その瞬間、クアドラは杖から盾へその姿を変えた。
そこで美衣が出会ったのは、船のオーナーである少年富豪・海王竜馬と、彼の依頼でクアドラの解析のために乗船していた心理学者・宮沢虎吾郎、黄金の林檎を盗むためヘルメス教団から送り込まれた盗賊・新条シオン。だが、シオンの姿を見た瞬間、竜馬の顔色は一変する。
いくつもの勢力の思惑が絡み合う中、ポセイドン号は巨大な衝撃に見舞われ、船内にはどす黒い流動体がなだれ込んだ。それは、世界の敵「奈落」――。

### 第3パーティ
真帝国軍内の戦争犯罪や汚職を捜査する部隊「皇帝の剣」のエージェント、ミハエル・ベルグフント。彼の今回の任務は、一貴族の私兵でありながら事実上の近衛軍として独立権力を持つ「銀十字軍」の内偵である。だがミハエルは、ヤシマを望む大陸東海岸の前線基地で、銀十字軍の指揮官ヴィルヘルム・グーデリアンから衝撃的な情報を知らされる。ミハエルの直接の上司であり、真帝国軍参謀総長を兼ねる軍務枢機卿マクシミリアンが皇帝グスタフ・ヨーゼフ2世への反逆を企てているというのだ。もう一人の重鎮、聖務枢機卿アルフレッドも行方不明という中、ヴィルヘルムから皇帝への直訴を託されたミハエルだったが、直後に銀十字軍基地はマクシミリアン自ら率いる兵士と機械天使に急襲され、ヴィルヘルムら銀十字軍将兵は全滅。マクシミリアンの強引なやり方に異を唱えたミハエルも追われる身となってしまう。
真帝国軍の激動は、帝都グラスヘイムから遠く離れた辺境にある、かつての反真帝国の騎士ルパ・メルフィンダのもとにも及んでいた。戦傷で引退し、娘のシルダに剣を教えながら静かに暮していたルパであったが、ある日真帝国軍の襲撃を受けてしまう。懸命に介抱するシルダにルパは、シルダが実の娘でなく、「神の光」と呼ばれる施設から救い出した子であったことを告げ、息絶えた。任地から脱出するも飛空艇を撃墜され不時着した満身創痍のミハエルが、ルパの屋敷を訪れたのはそれから2日後だった。
その頃、真帝国の積層都市の一つ・マリアで真帝国軍に追われていたオラクルの少女・アプフェルは、突如聞こえてきたシャードの声に導かれマリアを脱出する。振り返った彼女が見たものは、降り注ぐ炎によって塩の柱と化し崩れ去るマリアと、そこから巨大なクリスタルを運び出す真帝国軍の姿だった。
真帝国軍に養父を奪われた女騎士と、信じていた真帝国軍に裏切られたエリートの出会い。そしてマリアの消滅。それは、ミッドガルド大陸全体を襲う災厄の前兆であった。

## リプレイの登場人物・用語

### プレイヤーキャラクター（PC）
プレイヤーによって操作するキャラクター。名前の横にカッコで記述されているのはPCの読み仮名（漢字表記の場合のみ）、プレイヤー名の順である。キャラクタークラスについてスラッシュで複数書かれている場合はマルチクラスによりクラスを複数有していることを表す。
過去のリプレイに既出のPCはセッションに先立ってリビルド（キャラクターデータの再構築）を行っているため、過去リプレイとはクラス構成などが異なる場合がある。
リプレイとしての本シリーズは、大ラグナロクという壮大なサーガのある一エピソードのみ切り取って紹介しているような構成を取っており、各話の間でリプレイでは語られないような大事件を体験していたということで、各話の間で数十レベルも上昇している。一話ごとの成長の規模があまりに大きいことから、各話ごとに成長ではなくリビルドが行われている。本項では各話ごとのクラス構成を記載する。
なお、各話ごとのリビルドのレギュレーションは全てのパーティで以下のように統一されている。第3話は田中天担当パートのみ存在し、『トライデント』のみならず、2012年4月に発表された次期バージョン『アルシャードセイヴァーRPG』の発売に向け、現行バージョン（ルール第一版、『ff』、『ガイア』を包含）全体を締めくくる最終話の位置づけとなっている。本記事では第3話のパーティは「最終パーティ」として各パートのパーティとは別に分け、既出のPCはデータのみ記述し、『トライデント』新規のPCのみ詳述する。
- 第1話
  - クエスターレベル17。
  - ボーナス経験点なし。
  - サクセションは未達成。
- 第2話
  - クエスターレベル27。
  - ボーナス経験点450。
  - サクセション及び偉業クエスト達成済み。アインヘリアルクラスの取得は任意。
  - プリプレイ時に追加加護を3つまで取得。追加加護の代わりにクエストアイテムかワールドアイテムを選択可能。
- 第3話
  - クエスターレベル100。
  - ボーナス経験点1000。
  - クラス数上限は6つ（通常3+上級1+アインヘリアル1+SCまたはOVL1）。
  - プリプレイ時に追加加護を10個まで取得。追加加護の代わりにクエストアイテムかワールドアイテムを選択可能。
  - 任意の武器1つもしくは追加経験点400。
  - 任意の防具1つもしくは追加経験点400。
  - 任意のアクセサリ1つもしくは追加経験点400。

1話と2話のクラス数制限には明記がないが、第2話までの全てのPCは「クラス3つまで+上級クラス1つ+アインヘリアルクラス1つ」というレギュレーションの範囲内で解釈できる形で作られている

#### 第1パーティ
宮沢茉莉 (みやざわ・まつり、しのとうこ)
キャラクタークラス
第1話 : ファイター (Lv.4) / ソードマスター (Lv.12) / SC:スチューデント (Lv.1)
第2話 : ファイター (Lv.10) / バトルマスター (Lv.8) /ソードマスター (Lv.8) / SC:スチューデント (Lv.1) / オーヴァーランダー (Lv.3)
シャードの加護 :《トール》《タケミカヅチ》《ブラギ》
過去のPC登場作：『明日へのプロファイル』『希望へのコンタクト』「虹の彼方から」
東京郊外N市の成穂学園高校に通う女子高生にして当代の「蒼の守護者」。虎吾郎、竜一郎の妹。親友の恵をさらったロックバンド「アキレス」を追う中でグローリアスたちと出会い、ユグドラシル宇宙を巡る旅に出る。戦闘ではアタッカーとして前線を切り開く。
茉莉のシャードは父・祥吾から継いだもので、12年前に父がヒュペリオンとの戦いで受けた呪いによって錆びついているが、彼女は呪いの影響を受けることなくクエスターとして戦ってきた（「宮沢祥吾」「ヒュペリオン」の項目も参照）。
初登場時からクエスターとしての自覚を少しずつ積み重ねていき精神的成長が描かれてきたキャラであるが、本リプレイシリーズ（特に「爆誕! ゴッドウォリアーズ!!」）において、「自分は何のために戦うのか」「クエスターとはどうあるべきか」について彼女なりの決着をつけることになり、アビスマルトリニティとの戦いを経て、アスガルドにイデアを届ける一団「イデアノーツ」のリーダーとなる。
「爆誕! ゴッドウォリアーズ!!」の終了後から「創世! 真ラグナロク」の開始までの語られない間に、イデアノーツを率いて世界各地のイデアを回収に回っていたことが語られている。この二話の間は客観時間では一年にも満たないものの、茉莉はすでに時間と空間を超越した存在となっていたため、主観時間においては永劫に等しい期間を戦いに費やしていた。「創世! 真ラグナロク」の開始時点で100レベルに達しており、様々な世界での神話に語られる戦いの女神となっている。旅路の果てに、イデアノーツは大ラグナロクの最後の舞台であるミッドガルドに降り立ち、シルダ率いるミッドガルド軍とともにメタトロンを撃破。遂にアスガルドへの扉が開かれ、そこで最後の選択を迫られることとなる。
『トライデント』リプレイシリーズ全体における主人公的位置づけにあり、リプレイにおいては、イデアを集めてアスガルドへ届けるクエスターは茉莉とその仲間たちであると定義されている。しかし、各ユーザーが大ラグナロクを使った設定でゲームを遊ぶ場合は、公式リプレイの内容に拘束されない形で、各ユーザーのPCたちこそがイデアを集めてアスガルドへ届けるクエスターであることが肯定されている。サプリメント『リーフワールド』では、各ユーザーがGMを担当する際に、茉莉の動向をどのような形で扱えばよいのかについてのガイダンスがある。
エリザ・ベス (鈴吹太郎)
キャラクタークラス
第1話 : ブラックマジシャン (Lv.2) / リンクス (Lv.1) / ミッショナール (Lv.10) / プリースト (Lv.4)
第2話 : リンクス (Lv.1) / ブラックマジシャン (Lv.2) / ミッショナール (Lv.12) / プリースト (Lv.13)
シャードの加護 :《オーディン》《ウル》《イドゥン》
過去のPC登場作：「砂漠の異教神」
帝国神教会の大司教にして異端審問官。スカンダ（＝コスモマケドニア）の真帝国侵攻への対抗手段として「『蒼の守護者』の助力を求めよ」との聖務枢機卿アルフレッドの密命を受け、ミッドガルドからやってきた。戦闘では遠隔魔法攻撃と他者支援を担当する。
リンクスは真帝国と敵対しているが、彼女は「機械神には猫耳が生えているため、リンクスの信仰に値する」という独自の信条のもとに真帝国に身を投じている。そのため、リンクスの同胞からは裏切り者扱いされている。
アレクサンドロス大王との戦いの後、ブルースフィアのユグドラシル宇宙からの離脱、メタトロンの反逆と機械神の権能喪失という想像を絶する事態に遭遇し、グレートブケパロスに現われた機械神のアバター「マキニャン」よりメタトロンの策謀を止める命を受ける。その過程で姿を消した恵を行方を追うべく訪れたグレート愛ランドにて、同世界のイデアであると共にガイアを覚醒させるためのキーアイテムである結晶体【愛の輝き】をラティとプリーティよりを受け取る。アビスマルトリニティとの戦いを終えた後は、【愛の輝き】を茉莉に託し、ミッドガルドのイデアをアークに届けるべく、マキニャンと共にミッドガルドに帰還（ここよりNPC化）。シルダら第3パーティに合流するまでに経験した「スゴイ冒険」の結果、マキニャンと”無垢なる者”の秘密、大ラグナロクにおける機械神の役割についての知識を伝えた。
「砂漠の異教神」では「大司教であると自称しているが本当のところは謎」というキャラであったが、本作ではプリーストクラスの取得により名実ともに大司教の位階と職権が保障された。イラストで描かれる衣装も以前の修道服から立派な法衣へと変更されている。また、「砂漠の異教神」では過去の記憶を失っているという設定があったが、本リプレイでは記憶を取り戻したらしく、積層都市の最下層の出身で天涯孤独の身だったが、帝国神教の神父に救われ教会入りしたという過去が明かされている。
井上純弌はベスの初登場作「砂漠の異教神」には参加しておらず、「襲来! コスモマケドニア!!」で初めてベスと対面した。井上の眼には、ベスのキャラクター造形は自身が想定する『アルシャードff』の世界観から外れているように見え、プリプレイでベスのPLの鈴吹太郎に「真帝国と敵対するリンクスは大司教になれない」と抗議したが、鈴吹は「帝国神教の教典『真書』には『機械神はすべての存在の権能を持つ』とあるので、リンクス種族を象徴できるような権能だって持っているはず。ベスはそれを根拠に機械神は猫耳であると唱えており、帝国神教会はこれを異端として排除することはできない」との解釈を盾に押し通した逸話がある。その後も井上はこの「ネコミミ大司教」（より厳密に言えば「真帝国と敵対する種族出身の帝国神教会聖職者」という設定）に納得が行かず、第2パーティ編リプレイ（特に「魔女が望んだ未来消失」）で事あるごとに愚痴り、その度に他のプレイヤーからたしなめられていた。
グローリアス (井上純弌)
キャラクタークラス
第1話 : スカウト (Lv.4) / ヴァグランツ (Lv.1) / アルフ (Lv.12)
第2話 : アルフ (Lv.14) / ハイアルフ (Lv.7) / スカウト (Lv.4) / ヴァグランツ (Lv.2)
シャードの加護 :《ブラギ》《フレイ》《フレイ》
過去のPC登場作：「悠久の地平」
ユグドラシル宇宙を放浪する超古代のアルフ。長い旅の中で二刀流を会得しており、HPこそ低いものの、アルフの特殊能力と合わせて近接戦で活躍する。また、至るところでグラーフや祥吾といった勇者らと浮名を流していたらしい。
「悠久の地平」で失われていた記憶は回復しつつあり、ユグドラシル宇宙の謎に通じる大賢者として茉莉たちをナビゲートする。
旅の途中で一旦戻ったマザーシップにて、シェルリィから諸リーフワールドの滅亡や、リーフワールドをつなぐレリクス「ビフロストの橋」が何者かによって起動させられたことを知らされ、重傷を負ったシェルリィに代わって戦友である祥吾（この時点では「蒼の守護者」が茉莉に継がれた事実を知らない）に協力を求めるべくブルースフィアに向かう。
「アルフは世界における役目を終えた種族であり、これからの世界を支えるのは人間である」という考え方は「悠久の地平」から一貫しており、アビスマルトリニティとの戦いの後、「アークを動かす者」として茉莉を推し、自身もイデアノーツの一員としてアークに乗り込む。最終話「創世! 真ラグナロク!!」ではNPCとして登場し、最終パーティーを後方支援した。
デザイナー・井上純弌のPCということで井上の分身とも言え、「アルフの古代の知識」という名目で、GMも把握していないような世界設定を開帳する場面がしばしばある。そのため、しばしば他のPCから「デザイナーが語り出したぞ」などとツッコミを受けていた。また「襲来! コスモマケドニア!!」では「悠久の地平」の設定を継いで白衣風のコートに見を包んでいたが、「爆誕! ゴッドウォリアーズ!!」では「恋多きグローリアスには神秘的な色気が必要」という井上の発案で、「扇情的でSFチックな」（田中天）レオタード風のスーツ（このスーツ自体もレリクスである）に衣替えしている。
ディムリッド (矢野俊策)
キャラクタークラス
第1話 : スカウト (Lv.1) / オーヴァーランダー (Lv.10) / ルーンナイト (Lv.2) / OVL:エレメンタル (Lv.2) / センチュリオン (Lv.2)
第2話 : スカウト (Lv.12) / ストライダー (Lv.2) / オーヴァーランダー (Lv.10) / OVL:エレメンタル (Lv.1) / ルーンナイト (Lv.1) / センチュリオン (Lv.1)
シャードの加護 :《ヘイムダル》《フレイ》《ニョルド》
過去のPC登場作：なし
謎の軍勢「ファラオ」によって滅ぼされた「円環世界イクステリアス」唯一の生き残りの青年。通称は「ディム」。
外見は浅黒い肌の青年で、右半身は壊れたルーンメタルと融合している。また背の翼にはディムに力を与えた仲間たち（後述）の魂が宿っており、彼の力の源泉と言える。自身の戦闘能力はないに等しいが、莫大な戦闘支援能力でパーティを支える。
世界樹ユグドラシルを囲むように存在するイクステリアスはマナが極めて希薄で、クエスター以外は生存がほぼ困難な世界だったが、住民に「嘘」という概念がなく（従ってフィクションも存在しない）、そこをファラオに突かれて滅亡した。しかしディム自身はファラオ侵攻時にシャードを持っていなかったため生き残り、滅んだ仲間たちから力を受け継ぎクエスターとなって、ファラオを討つべく立ち上がった。彼の本名は「ディムリット・エーネルバウム・リンドリクマ・アニマ・アラダ・レスティリ・トルエ・イクステリアス」というが、「ディムリット」「イクステリアス」以外はディムに力を遺した友人たちの名である。
荒野と化したイクステリアスに偶然落ちていた茉莉の冒険譚を読んで彼女の存在を知り、その助力を求めてブルースフィアに赴き、行動を共にする。
アレクサンドロス大王との戦いの後、他ならぬアレクサンドロスから自身が「イクステリアス再生の手がかり（＝イデア）」であることを告げられる。ヒュペリオンとの戦いの直後に突然グレートブケパロスから姿を消した恵を追ってかつてのイクステリアスに戻り、そこでイクステリアスに現われた最初のアインヘリアルの遺骸と邂逅。共に埋葬されていた短剣の銘文から、信頼こそが嘘を超える武器であり、イクステリアスはそれを知らなかったため誤った方向に向かった世界であったことを悟る。そしてその短剣を持ち帰ったのち、祥吾の一連の行動に悩み苦しむ茉莉を励まし、アビスマルトリニティとの戦いに臨む。戦後、その短剣【イクステリアス】で自らの心臓（ディムのシャードでもある）を刺してイクステリアスのイデアを注ぎ茉莉に託した後、今なお暴れ続けるニーズヘグの前に立ちはだかり自身の肉体を開放。そこから「イクステリアスの障壁」と呼ばれる戦士たちの軍団が出現した。
なお、「爆誕! ゴッドウォリアーズ!!」ではディム自身は消滅したかのような演出がなされているが、サプリメント『ラグナロク』の記述から「ディムも再生し『イクステリアスの障壁』の一員としてニーズヘグと戦っている」と解釈することが可能になっている。

#### 第2パーティ
那須美衣 (なす・みい、ヤトアキラ)
キャラクタークラス
第1話 : ワード (Lv.6) / スカウト (Lv.2) / ファイター (Lv.9)
第2話 : ファイター (Lv.9) / スカウト (Lv.1) / ワード (Lv.12) / メサイア (Lv.5)
シャードの加護 :《フレイヤ》《ヘイムダル》《トール》
過去のPC登場作：なし
成穂学園高校に通う高校生モデルであり、美の女神アフロディテ神の化身（ワード）の一人。虎吾郎のかつての教え子でもあるが、ボク少女かつ強気な性格故か授業で率直に間違いを指摘したことで、虎吾郎からは軽い恨みを持たれている。
自分自身が美の女神の化身であることを強く自覚しており、他人から綺麗だと褒められてもそれは当然のことと思っている。さらにはそんな美少女として存在している自分が何より大好きというナルシスト。しかし、内面を褒められることには慣れていない。
『トライデント』に参加している全PCの中でも非常に人格が安定したキャラクターで、どのような悲惨な状況になっても迷いや葛藤、恐怖や怯えといった表情を見せることがない。ある意味では非人間的な精神構造とも言えるが、これについては「怯えてばかりでは美しくない。何があろうと美しくありたいだけ」と語っている。自らが司る概念に殉ずるというあり方は、道化の神であるアルフレッド枢機卿や王者の神であるレックスなどと通じるところがあり、美衣が神の化身ということを頷かせる部分でもある
レスケーに勝利したことでクアドラの新たな主となり、クアドラを盗みに来たシオンと対峙するが、直後に奈落の襲撃を受ける。辛うじて脱出に成功したものの、今度は学園祭で竜馬に交際を迫られ、そのさなかにコスモマケドニアに拉致される恵と、闇に呑まれるブルースフィアのビジョンを知覚。真相を探るべく竜馬を追う。
学園祭の場面は作中時系列で「襲来! コスモマケドニア!!」と同時進行しており、美衣は「コスモマケドニア」にNPCとして出演している。「コスモマケドニア」GMの田中天は事前に名前と設定をヤトから聞いていたのだが、どんな口調かを聞くのを忘れていた為、「コスモマケドニア」での美衣は抑揚のないロボット口調になってしまった。しかし「黄金の林檎」のセッションでGMの藤井から当該シーンを聞かされたヤトはこの演出を気に入り、挿絵として「ロボット化した美衣」を描いている。
「美少女★女神と伝説の愛天使」では事務所の意向でじゅりあとアイドルユニットを組まされることになるが、じゅりあの痛々しさに対しても何事もなかったかのように普通に受け入れている。その後、ガイアを狙って地球侵略を行う異世界勢力に対抗するべく、オリュンポスの神々に協力してもらうよう各神の説得に回ることになるのだが、このときにポセイドン神こと海王竜馬に一日デートの約束と引き換えに協力をとりつけたが、肝心のデートは皆で行うクリスマスパーティーにいつの間にか摩り替わってしまった。もっとも、美衣は心の底から人数が多いほうが楽しいと考えていただけであり、悪気は一切ない。
最終話「創世! 真ラグナロク!!」ではNPCとして登場。「美少女★女神と伝説の愛天使」の戦いで解放された成穂学園地下の青銅門からの奈落の侵略を防ぐための防衛隊のメンバーに選抜されている。
新条シオン (しんじょう・-、田中信二)
キャラクタークラス
第1話 : ブラックマジシャン (Lv.6) / ワード (Lv.10) / エージェント (Lv.1)
第2話 : ブラックマジシャン (Lv.6) / エージェント (Lv.9) / ワード (Lv.10) / メサイア (Lv.2)
シャードの加護 :《オーディン》《フレイ》《エーギル》
過去のPC登場作：なし
。魔術結社「ヘルメス教団」の一員の少年で、神の伝令ヘルメス神のワードの一人。ヘルメス神のワードのみで構成されるヘルメス教団の構成員は同じ人格と思考を持つが、シオンだけは他の構成員とは大きく異なる個性を持っていたため、異端者として一兆年の封印刑に処されていた。教団から刑期の軽減を代償に「黄金の林檎」の回収を命じられ、一時的に解放される。年齢ははっきりしないが、美衣と同じクラスに転校してくるため、高校生程度とは思われる。
斜に構えた態度を好み反抗的な発言も多いあたり、ある意味で年相応の性格ともいえるが、上述の事情からヘルメス教団では異端者である。ヘルメス神のワードであることはそれなりに誇りに思っているらしく、知恵の神の転生として策士を自称している
美衣とは対称的に、神の転生体であることを忌避している部分があり、迷いや葛藤も目立つ。ある意味で、非常に「人間的」な面が強く出たキャラクターになっている。
「美少女★女神と伝説の愛天使」のオープニングでゼウス神のワードであるレックスと邂逅し、協力を要請されるが、それを拒否。レックスの攻撃を受け重傷を負っている。
レックスによってヘルメス教団が全滅し、帰る場所を失ったものの、そのレックスと、ヘラ神のワードであるユウノの野望を砕いた後、奈落に押されつつあるブルースフィア戦線を打開するため、美衣の依頼で「神々の伝令」として茉莉との合流を目指す。
クアドラ (鈴吹太郎)
キャラクタークラス
第1話 : アルケミスト (Lv.6) / ソードマスター (Lv.9) / ホムンクルス (Lv.2)
第2話 : アルケミスト (Lv.8) / ソードマスター (Lv.12) / ホムンクルス (Lv.2) / ドラゴン (Lv.5)
シャードの加護 :《ヘル》《タケミカヅチ》《ネルガル》
過去のPC登場作：『明日へのプロファイル』
神代にフレイ神が所持していたとされる意思を持つ武具。
『明日へのプロファイル』では、この世界にやってきたクアドラを人間たちが研究したことからが、ブルースフィアの近代魔導科学の結晶であるチャンバースタッフが生まれたという設定が語られていたが、「美少女★女神と黄金の林檎」はその設定が物語の主題として取り扱われている。
ニケーやゼウス、ポセイドンといったオリュンポス神族に属するものたちはクアドラを「黄金の林檎」というコードネームで呼んでいる（その意味については#用語を参照）。
『明日へのプロファイル』での恵のサポート役を終えて、本来の所有権者であるサジッタ社の研究施設へ帰還。その後、海王コンツェルンから貸与の依頼があり、豪華客船ポセイドン号に収容されていた。しかしニケーが勝手にクアドラを「レスケー勝利者の報酬」として決めてしまい、勝利者である美衣がクアドラを奪えるように手引きした。クアドラ自身は美衣に自身を使いこなせる素質を見出したため、彼女を使い手と選ぶことを了承している。なお、美衣の手に渡った時点で形状を杖から盾の形状に変化している。
「美少女★女神と伝説の愛天使」では上級クラスとしてドラゴンを習得している。『アルシャード』では「竜玉」という竜の力が詰まった宝玉を得ることで後天的にドラゴンになることができる、という設定を生かしたものだが、サポートキャラとしてのクアドラの性質上、ドラゴンの力を使うのはクアドラではなく美衣である。プレイヤーの鈴吹太郎が言うには、美衣がクアドラを装備するシーンのBGMは「燃えよドラゴン」のテーマとなるらしい。
宮沢虎吾郎 (みやざわ・こごろう、菊池たけし)
キャラクタークラス
第1話 : アーティスト (Lv.10) / ホワイトメイジ (Lv.6) / ブラックマジシャン (Lv.1)
第2話 : ブラックマジシャン (Lv.1) / ホワイトメイジ (Lv.13) / アーティスト (Lv.14)
シャードの加護 :《ミューズ》《イドゥン》《オーディン》
過去のPC登場作：『希望へのコンタクト』
宮沢家の長男、すなわち竜一郎、茉莉の兄。父・祥吾同様大魔術師マーリンの門下だが、魔術の才能を持ちながら恐怖心からその事実を受け入れず、魔術や神秘といったものを否定しており、オカルト否定の著書をいくつも出している。音楽（特に打楽器）と心理学にも長けている
美衣とのコネクションを決定する際、かつて成穂学園に臨時講師にきたことがあるという設定がついた。シナリオ中でもその経歴を活かして美衣のクラスの臨時担任になっている。
サジッタ社でさえも解明し切れていないクアドラの隠された力を、魔術的な知識にまどわされない視点から解析して欲しいと海王竜馬から依頼されたところからシナリオは始まるが、専門分野が心理学と音楽という彼にどういう成果を期待していたのかは不明。このあたりはプレイヤーである菊池たけし本人が突っ込みを入れていた。
竜馬の依頼を受けて、勤務していたウイーンの音楽大学を辞してポセイドン号に搭乗していたが、そこで美衣とシオンの対峙に鉢合わせし、さらに奈落の襲来を受けてポセイドン号が転覆。辛うじて脱出には成功したものの、依頼は果たせず無職になってしまう。しかし折しもクアドラの行方を追うため連絡を入れてきた師マーリンを頼り、クアドラの監視を条件に成穂学園へ復帰する。その後、大ラグナロクの余波で地球がニーズヘグに飲まれてしまう事件が発生。奈落の道をたどって南極に降臨したウラヌスを倒すために美衣やシオンと共同体制を取る。
この地球規模の大事件を通してさすがに虎吾郎も魔法の実在を多少は認めるようになったようで、「美少女★女神と伝説の愛天使」では超常現象についての理解を深めるためになぜか白いトーガを羽織って登場している。本人曰く、神話という超常現象に近づくために神の姿を模しただけということだが、直後に「『テルマエ・ロマエ』が面白くて影響された」という身も蓋もない発言もある。過去作「表裏の街」でも南洋文化に影響されてポリネシア風の衣装を着ていたので、「形から入るコスプレ好きなのでは？」と他のプレイヤーたちから突っ込まれていた。
「美少女★女神と伝説の愛天使」では27レベルというレギュレーションではあるが、上級クラスもアインヘリアルクラスも全く習得していない。これは超常現象を認めたとしても「人の子として生きる」という彼なりの最後まで譲れない意地のようなものでもある。
また、同話ではじゅりあに惚れられることになり、その痛々しさにはドン引きしているが、実は虎吾郎も他人が聞いたらドン引きするレベルで友情に飢えている寂しがりやなことが明かされ、それゆえに自分を好いてくれるじゅりあには惹かれているところもあるようだ。
羽生 じゅりあ (うにゅう・-、緑谷明澄)
キャラクタークラス
第2話 :  ブラックマジシャン (Lv.1) / レジェンド (Lv.14) / OVL:グレート愛ランド (Lv.1) / グローリー (Lv.12)
シャードの加護 :《オーディン》《ガイア》《ミューズ》
過去のPC登場作：「翼の折れた愛と青春」
ルートワールド「グレート愛ランド」からやってきたオーヴァーランダー。アイドル活動を通じて人々に愛を振りまくことを使命としている。「美少女★女神と伝説の愛天使」のゲストPCであり、タイトルの「伝説の愛天使」は彼女のことを指す。
今作では人々に語り継がれる存在であることを示す上級クラスであるグローリーを習得。その反映として、「地域密着型アイドル」であった「翼の折れた愛と青春」から全国規模のアイドルにまで成長している。海王コンツェルンの後ろ盾で美衣とユニットを組みデビューした。
異常に惚れっぽい性格と、痛々しいまでのウザ可愛さは健在で、今回はカップリングが成立していない虎吾郎にターゲットを絞り、猛烈なアプローチを繰り返す。
戦闘時には神王の騎馬と蒼天の弓を召還し、白馬の上から弓で射撃攻撃を行う。キューピッドの弓矢をイメージした戦闘スタイルで、上述した美衣とのユニット名が「あなたのハートを仕留め隊」という名前なのはこのダブルミーニングである。

#### 第3パーティ
シルダ・メルフィンダ (大竹みゆ)
キャラクタークラス
第1話 : ファイター (Lv.4) / キャルバリー (Lv.12) / サムライ (Lv.1)
第2話 : ファイター (Lv.10) / サムライ (Lv.1) / キャルバリー (Lv.12) / バトルマスター (Lv.4)
シャードの加護 :《トール》《タケミカヅチ》《フォルセティ》
過去のPC登場作：なし
真帝国領内、グロスヴァンド山脈山麓の人里離れた森の外れでひっそりと営まれているレアミュー牧場で育ったひとり娘。父ひとり子ひとりの二人家族で育ったため、父譲りの男勝りの性格（一人称は「オレ」）。父であるルパから騎乗と剣術、そして騎士道を教わっており、それに誇りを持っている。シェルリィからは「ルパ殿を彷彿とさせる凛々しい姿」と評された。
実はシルダは「神の子」として、「神の光」と呼ばれる施設で育てられていた特別な存在だったのだが、反真帝国派ゲリラであったルパが施設を破壊した際、まだ幼かった彼女を見つけ養女とした（シルダ自身はその事実は覚えていない）。マクシミリアンの意を受けた真帝国兵たちがシルダをさらいにメルフィンダ邸に襲撃をかけた際、ルパは自分の命を盾に真帝国兵たちを撃退。いまわの際に出生の秘密を彼女に語った。その後、自らを生み出した「神の光」計画の謎を解くため他のPCと行動をともにすることになる。
長く辺境で暮らしていたため、真帝国やミッドガルド大陸の一般常識について全くの無知であり、真帝国に対する愛着は皆無である。むしろ真帝国を父の仇として憎悪しており、愛国心の強い真帝国士官であるミハエルとはしばしば意見は衝突する。しかし、芯のところでは認め合ってはいる。
「神の光」計画が、無数の真帝国臣民を生贄としてシルダを真帝国の新たな皇帝に覚醒させ、大ラグナロクから人々を守る救世主とするものであることを知ったシルダは、世界救済の大義の元に無辜の人々を犠牲にする「天使派」の手段に激怒してこれを拒否。天使ウリエルを打ち倒すことで「神の光」計画を食い止める。だが同時に自分の選択に責任を取ることを強く感じ、ミッドガルドを救うために大陸の住人たちをまとめあげることを決意。宗教、民族、国家の垣根を越えて大ラグナロクを乗り越える連合軍「ミッドガルド軍」を結成するべく大陸中を奔走。指揮系統が事実上瓦解した各地の真帝国軍の部隊や、混乱に乗じて戦争を起こそうとする反真帝国勢力たちを命がけで糾合した。大ラグナロク終結のために必要な「デウス・エクス・マキナのイデア」を受け入れる器となることもすでに決意しており、奇しくも「世界をまとめあげる神の子」の道を自ら歩みつつある。
最終話「創世! 真ラグナロク!!」ではNPCとして登場。イデアノーツと合流し、大ラグナロクの最後の舞台であるミッドガルドで天使軍団との決戦に挑んだ。
アプフェル (井上純弌)
キャラクタークラス
第1話 : ホワイトメイジ (Lv.7) / オラクル (Lv.10)
第2話 : ホワイトメイジ (Lv.7) / オラクル (Lv.20)
シャードの加護 :《イドゥン》《フレイ》《フレイ》
過去のPC登場作：なし
生命の神イドゥンに仕えるオラクル（巫女）。一族全体がオラクルであった隠れ里の出身だが、オラクルを政敵と見なして徹底的に弾圧する真帝国軍に故郷ごと滅ぼされてしまい、現在はミッドガルドを放浪している。
積層都市マリアでオラクル狩りに出動した真帝国兵に追われていたが、そのさなかに自身のシャードから「マリアから逃げよ」の声を聞き、マリア市民に襲いかかる死の苦しみの幻視・幻聴に押し潰されそうになりながら脱出。そして彼女が安全圏に逃れると同時にマリアは天から降り注ぐ炎の雨に焼かれ塩の柱と化した。この惨劇に立ち会ったことをきっかけに、「神の光」計画の謎に立ち向かうこととなる。
全てのオラクルはシャードから「真帝国の文明の基礎を築いているカバラは危険なものである」という啓示を受けており、アプフェルもそれゆえにオラクルを「虚言にて民衆を惑わす魔女」とみなす真帝国から逃げつづけてきた。だが、ガブリエルの力によって飛ばされたウータンキドゥルにて、バーバリアンたちが信奉する「大聖樹」の「真帝国を滅ぼせ」との神託に、ロロが受けたそれとは異なる微妙な違和感を覚え、各勢力の説得行の過程で突如現われたアルフレッドから「大聖樹」の正体とオラクルの神託の真実を知らされ、一時は絶望の淵に落ち込んでしまう。しかしシルダたちの激励を受けて立ち直り、改めて「大聖樹」を説得。バーバリアンたちを「対真帝国」から「対奈落」へ振り向けることに成功する。銀嶺渓谷での戦いの後はシルダやミハエルたちと別れ、ミッドガルド大陸諸国諸種族のイデアを集めるべく旅出った。
悲惨な境遇にも関わらず非常に前向きで明るい性格をしている。キャラクターイメージはイモトアヤコ。プレイヤーの井上は「天使がくれた世界滅亡」のセッションではアプフェルのキャラクターロールに苦心し、小太刀からは「やはり井上さんに萌えキャラは無理であったか」と言われてしまった。その結果、GMの緑谷の提案で「『シャードがアプフェルの口を借りて語る』形で素の井上さんが喋ればいい」という演出が採用されている。しかし「魔女は望んだ未来消失」のセッションでは「真面目にヒロインの座を狙う」と宣言して自らこの手法を封印。菊池からは「ここから挽回するのは無理」と言われていたが、「大聖樹」の真実を知ってからは、自らの存在意義への葛藤と超克というロールプレイを通して、「神話を超える」という『アルシャードff』のテーマをその身で体言し、その意味を読者たるゲームユーザーたちに伝える重要な役割を見事に果たすこととなる。
ミハエル・ベルグフント (小太刀右京)
キャラクタークラス
第1話 : スカウト (Lv.12) / エレメンタラー (Lv.1) / ゾルダート (Lv.4)
第2話 : スカウト (Lv.12) / エレメンタラー (Lv.8) / ゾルダート (Lv.6) / ストライダー (Lv.1)
シャードの加護 :《ヘイムダル》《ニョルド》《トール》
過去のPC登場作：「砂漠の異教神」「虹の彼方から」
真帝国軍内部の戦争犯罪や汚職を捜査する内務省の監察部隊「皇帝の剣」の監察官。「皇帝の剣」を直轄する軍務枢機卿マクシミリアンから、銀十字軍と司令官ヴィルヘルムの内偵を命じられ、ヤシマに近い大陸東方の銀十字軍前線基地で潜入捜査を行っていたが、そのヴィルヘルムからマクシミリアンの陰謀を知らされ、皇帝への直訴と、陰謀の証拠物件というデータチップを託される。直後、基地はマクシミリアン自ら率いる部隊に襲撃され、彼の強引なやり方に異を唱えたミハエルもまた叛徒として追われる身となり、深手を追いながらも大陸を横断してある牧場に到達。そこで出会ったシルダやハンスから真帝国軍の異常な行動を聞かされ、マクシミリアンの真意を探るべく、シルダと共に帝都グラスヘイムへ向い、そこでアプフェルを連れたグラーフと出会う。
シルダとは出会ったばかりの頃は対立が多かったが、互いのことを知るうちに、互いに惹かれあうようになる。「神の光」計画に対しては、「皇帝の剣」が奉ずる「帝国の正義」とは国体ではなく臣民のためにあるべきとして、臣民を犠牲にしようとするマクシミリアンと決別。「皇帝の剣」のトップであるマクシミリアンを「皇帝の剣」の名の下に断罪した。続くウリエルとの戦いにも勝利したが、メタトロンの出現で銀嶺渓谷に飛ばされ、そこでアンジェラ率いる白竜部隊の窮地に遭遇。援軍を集めるべくヴァナヘイム社や西方方面軍の説得に奔走する中でハンティの信を得、かつての上司であるとともに戦友の仇として追っていたヴィスワヴァとの和解も果たした。
以前のPC出演作でも語られたように、「生命の泉修道会」という特殊な孤児院の出身で、それゆえか家族や仲間というものに強い憧憬がある。茉莉に対しての感情はその憧憬の最も強く形になったもの、と本人は語っている。一方、シルダに対してはより恋情に近い思いを抱いているようだ。
グナーデを討ち取った後、ミッドガルド軍を率いて奈落を討伐し、ミッドガルド大陸を守る決意を示したシルダの意を汲み、イデアノーツへの伝令となるべく「虚無の翼」号に乗り込む。その際、シルダから愛馬エルのストラップをプレゼントされている。長い冒険の果てにイデアノーツに合流し、最終話「創世! 真ラグナロク!!」では最終パーティーのPCとなった。
なお、「魔女は望んだ未来消失」にて、「生命の泉修道会」が、かつてミハエルが所属していた実験歩兵部隊「輝く炎」の兵士養成機関であるばかりでなく、シルダが育った「神の光」と同じく、次代の皇帝候補となりうる特殊な人材を育成する施設でもあった事実が判明している。つまりミハエルにも真帝国皇帝になるにふさわしい特殊な能力が埋め込まれている可能性もあるが、本人は皇帝の座などには興味はなく、真帝国の再編を支える力になりたいと語っている。また、クライマックスフェイズのラストで、精霊化が進み爪の色素が失われたことが明かされている（PCたちは当のミハエル以外は知らない）。
グラーフ・シュペー (菊池たけし)
キャラクタークラス
第1話 : ブラックマジシャン (Lv.10) / ヴァグランツ (Lv.2) / エージェント (Lv.5)
第2話 : ブラックマジシャン (Lv.12) / ヴァグランツ (Lv.2) / エージェント (Lv.6) / ウォーロック (Lv.7)
シャードの加護 :《オーディン》《ブラギ》《ニョルド》
過去のPC登場作：「悠久の地平」「時計仕掛けの破壊神」
『アルシャード』ルール第一版時代の「悠久の地平」に初登場して以来、多くのルール第一版・『ff』リプレイにPC・NPCとして登場し、一貫して反真帝国を掲げてきた空賊。リプレイだけでなく公式シナリオにも登場し、各種ルールブック・サプリメントでもワールド解説のページで世界の著名人の一人として紹介されるほどにはミッドガルドで広く名が知られている。田中天からは「リプレイPCの中では、グラーフ以上に世間に名前が売れてる者はいない」と言われている。
「時計仕掛けの破壊神」のNPC・ナインを追う最中、ジャンガリアン・キッドからの緊急通信を受けて、ノルンの泉に向かう途中ビフロストの橋を破壊された茉莉一行を救助。同乗していた勇者たちと共に立ち塞がるマケドニアン・デーモンロードらを退け、茉莉一行をノルンの泉に送り届けた。その後、突如自身の飛空艇「虚無の翼」号に出現したアルフレッドから、大ラグナロクの開始によって機械神の天使が不穏な動きをするであろう事を知らされ、グラスヘイムに潜伏するヒルダに一通の指令書を届けるよう依頼される。直後、「虚無の翼」号は奈落の襲撃を受け、グラーフは自らが乗る機関車と客車を切り離し、機関車はマリア近郊に不時着。そこで出会ったアプフェルからマリア消滅の一部始終を聞かされ、自分たちを救助したティファナとメイの勧めで、アプフェルを連れてグラスヘイムに向う。
グラズヘイムに設置された「メギドの火」にて、シルダたちとともにマクシミリアンとウリエルを倒した後、メタトロンの攻撃から逃げるため、ガブリエルの作り出した空間ゲートを通ってパーティーが別々の場所へ脱出。グラーフがたどりついた先はザウルスの国であるアムング地下帝国であった。そこで、女帝アイジャルクに見初められ、介抱を受ける。トカゲの女王に好かれても迷惑とグラーフは嫌がっていたようだが、アイジャルクを傷つけないようには紳士として振舞っていた。
”青の”シェルリィ (”あおの”-、田中天)
キャラクタークラス
第2話 : アルフ (Lv.10) /オーヴァーランダー (Lv.10) / ハイアルフ (Lv.6) / OVL:ミッドガルド (Lv.1)
シャードの加護 :《フレイ》《フレイ》《フレイ》
過去のPC登場作：なし（公式NPC）
ルール第一版基本ルールブック以来の公式NPCで、第1パーティー編ではNPCとして頻出しているが、「魔女が望んだ未来消失」ではゲストPCとしてゲスト参加している。
対奈落騎士団「エクスカリバー」を率いる13人の導師の一人。ブルースフィアにおいては「高坂青子」と名乗り、ミッドガルドとブルースフィアを頻繁に往復するティファナに代わって、エクスカリバーのブルースフィアにおける下部組織「フォーチュンサービス」を率いることもある。
リーフワールド諸世界に侵攻する軍勢「韋駄天」と、突如起動したビフロストの橋に対処すべく行動していたが、アキレスとの戦いで瀕死の重傷を負い、グローリアスに後を託す。その後は一旦ブルースフィアに戻っていたが、ニーズヘグの襲来とアマルテイアの起動によってユグドラシル宇宙全体がより重大な危機を迎えた事実を茉莉たちに告げるため、自身の持つ時空転移レリクスを恵のシャードとリンクさせてグレートブケパロスに現われた。その際、アインヘリアルとなった茉莉に「（「シャードに選ばれる」とは、そしてアインヘリアルとは）生きておるだけで世界と相対せねばならぬ」と覚悟を求めている。
その後はユグドラシル宇宙全てのクエスターに奈落を倒すよう訴えるべく諸世界を回り、アビスマルトリニティ討伐後は、茉莉とグローリアスを載せたアークの出発を見送った。そしてミッドガルド帰還後、グラーフの「虚無の翼」号の信号を検知し搭乗（ここからPC化）。そこでかつて自らエクスカリバーに誘ったルパ・メルフィンダの養女・シルダと出会い、彼女のパーティに合流。同乗していたミハエルから銀嶺渓谷の危機を知らされ、ミッドガルド防衛の戦いに加わる。
「天使派」の黒幕の一人であるグナーデとは積年の「不倶戴天の敵」の関係にあり、「魔女が望んだ未来消失」クライマックスシーンとなる銀嶺渓谷上空の「虚無の翼」号甲板の戦いの序盤ではグナーデと激しい睨み合いを演じた。
奈落から逃げ続けるウートガルドで眠るアルフの同胞に対しては冷ややかな目で見ており、同胞を守る道よりミッドガルドで奈落と戦う道を選んだことに対するアプフェルの疑問には「己の子のために命を懸けぬ親がおるか?」と断言している。アルフの運命についても「次の時代へ至ることも出来ぬであろう種族」と諦念を持っているが、自ら立ち上げたエクスカリバーに対する思いは深く、「魔女がくれた未来消失」のエンディングフェイズで右手の甲に着けていたレセプター【エピタフ】をエクスカリバーのイデアとしてミハエルに託す。これは最終話「創世! 真ラグナロク!!」で茉莉に引き継がれた。最終話ではシェルリィもNPCとして登場し、最終パーティーを後方支援した。
「魔女が望んだ未来消失」でPCとして参加した時の総合レベルは27だが、これは他のPCとゲームバランスを合わせるための措置であり、NPCとしてのシェルリィは本来はもっと高レベルであることが示唆されている。この点についてはグラーフのプレイヤーである菊池が突っ込んでいたが、逆にGMの緑谷から「菊池さんもそういうのお好きじゃないですか。今回のシェルリィは27レベルで参加する運命にあるのです」と突っ込み返されている。

#### 最終パーティ
最終パーティは各パーティから1人ずつ選出され、これにエリーが加わる構成である。なお茉莉のみシャードの加護を一部差し換えている（《ブラギ》→《ガイア》）
宮沢茉莉 (みやざわ・まつり、しのとうこ)
キャラクタークラス
第3話 : ファイター (Lv.30) / バトルマスター (Lv.20) /ソードマスター (Lv.20) / オーヴァーランダー (Lv.20) / OVL:ブルースフィア (Lv.9) / センチュリオン (Lv.1)
シャードの加護 :《ガイア》《トール》《タケミカヅチ》
新条シオン (しんじょう・-、田中信二)
キャラクタークラス
第3話 : ブラックマジシャン (Lv.6) / エージェント (Lv.30) / ワード (Lv.16) / メサイア (Lv.20) / レジェンド (Lv.14) / グローリー (Lv.14)
シャードの加護 :《オーディン》《フレイ》《エーギル》
ミハエル・ベルグフント (小太刀右京)
キャラクタークラス
第3話 : スカウト (Lv.30) / エレメンタラー (Lv.27) / ゾルダート (Lv.23) / ストライダー (Lv.27)
シャードの加護 :《ヘイムダル》《ニョルド》《トール》
エリーゼ・マテリーズ (藤井忍)
キャラクタークラス
第3話 : ホワイトメイジ (Lv.27) / ウィザード (Lv.10) / アークウィザード (Lv.3) / ガーディアン (Lv.20) / リターナー (Lv.10)
シャードの加護 :《イドゥン》《バルドル》《ブラギ》
過去のPC登場作：「時計仕掛けの破壊神」
NPCとしては「襲来! コスモマケドニア!!」に登場しているが、第1パーティ編GMの田中天が「魔女が望んだ未来消失」に、第3パーティ編GMの緑谷明澄が「美少女★女神と伝説の愛天使」にPC参加した流れで、「創世! 真ラグナロク!!」でPCとして再登場した。
ミッドガルドの学術研究機関「アカデミー」の元学生。「時計仕掛けの破壊神」のエンディングで「虚無の翼」号の乗員となっており、エクスと共に爆破されたビフロストの橋から落下する茉莉たちを救出した。「天使がくれた世界滅亡」の冒頭で「虚無の翼」号が撃墜されてからは、エクスと2人で完全機械化救世主（ファルコンネン・マシーネン・メシアース）の殲滅のためユグドラシル宇宙を巡っていたが、『君といるセカイ』の4人の少年と4人の「象徴存在」の少女の助力を得て最後の完全機械化救世主を倒した直後（ここからPC化）にエクスが実体を失い彼女のシャードに吸収されてしまう（同時に「象徴存在」たちもそれぞれの戦士たる少年たちのシャードに吸収された）。その時にエクスと交わした「一緒にアスガルドへ行こう」という約束を果たすため、イデアノーツに合流する。メイとはサツキを介して旧知の仲。

### ノンプレイヤーキャラクター（NPC）
ゲームマスターが操作するキャラクター。

#### ブルースフィア:クエスター勢力
西園寺恵（さいおんじ・めぐみ）
『明日へのプロファイル』のPC。「神薙ぐ御剣」『未来へのコンタクト』「虹の彼方から」にもNPCとして登場している。「星のシャードの守護者」であり、ティファナの弟子、祥吾の預かり弟子でもある。
彼女が持つ「星のシャード」はその中に地球（＝ブルースフィア）が見えるという稀有なものであり、その所持者である恵はアレクサンドロスからは「巫女」とも呼ばれていた。星のシャードについては謎が多く、『トライデント』でも星のシャードそのものの来歴については一切語られないのだが、「星のシャードの所持者である恵は、ギャラルホルンの吹き手になれる」とアレクサンドロスは信じており、世界的ロックバンド「アキレス」として恵に近づき、彼女を誘拐した。その後、加護《アレクサンドロス》を使用して恵は心身ともにアレクサンドロスの虜にされてしまった。そして、彼の求めに応じて二回目のギャラルホルンを恵が吹いたことで、大ラグナロクは開始された。
「襲来! コスモマケドニア!!」における、アレクサンドロスの洗脳の影響下にある恵の描写は、第1パーティ編GMである田中天によってかなりアグレッシブに描かれ、親友の茉莉はそれにショックを受けていた…のだが、GMがあまりに恵を変人に描写しすぎたので、茉莉のプレイヤーであるしのとうこが爆笑してしまい、リプレイ中ではシリアスな悲壮感はほとんど感じられない。「爆誕! ゴッドウォリアーズ!!」ではアレクサンドロスの支配からは解放されているはずなのだが、GMにクセが残っているのか（GMは「前回の後遺症が残っている」と説明している）、リプレイ前半はなぜか変人ぽい行動が続き、プレイヤーたちから突っ込まれていた（特にしのは「茉莉が恵に高速往復ビンタを食らわす」キャラロールを見せ、井上から「マツリが切れた」と言われている）。
アビスマルトリニティ討伐後は祥吾とともにブルースフィアへ帰還。サプリメント『ラグナロク』によれば、ブルースフィアのフォーチュンサービスで祥吾のサポートをしている。星のシャードに宿ったガイアの力で、ブルースフイアのクエスターたちを任意の異世界に送り出す装置「ブケファロス」の起動オペレーターをこなしている。こうしてブルースフィアから数多くのクエスターたちがイデア探索に様々な世界を訪れている。
宮沢祥吾（みやざわ・しょうご）
茉莉、虎吾郎、竜一郎の父で先代の「蒼の守護者」。『明日へのプロファイル』「神薙ぐ御剣」『未来へのコンタクト』「虹の彼方から」のNPC.
登場するたびに設定が増えており、本リプレイでは神の戦士たるアインヘリアルに到達していたこと、グローリアスと戦友だったこと、妻・あざみとの結婚式直前までミッドガルドに3ヶ月間滞在して奈落と戦い、その勇名はアルフレッドの下にも達していたことが明かされている。ハンティやゾンバルトとも面識があったようだ。
「爆誕! ゴッドウォリアーズ!!」では、『明日へのプロファイル』（特に第2話「蒼き星、黒の太陽」）の設定と連動して、物語後半の核心人物として登場する。12年前のヒュペリオンとの戦いで「シャードが汚染される呪い」を受けた祥吾は、汚染の進行を回避すべく、シャードを侵していた奈落を自身の体内に移し変えた（これは祥吾自身の生命を削る行為でもある）。大ラグナロクの開始でヒュペリオン本体が解放され、自身の余命が尽きようとしていることを悟った祥吾は極秘裏に動き、ヒュペリオンや、彼と連携するメタトロンのアバターと融合してアビスマルトリニティを誕生させた。この奇策は、茉莉の成長を願う意図から、茉莉はもちろんグローリアスにもオトリュスでの最終決戦まで隠され、恵にも決戦直前まで明かさなかった。ちなみにグレートブケパロスから恵を連れ出したのは祥吾だが、その真意は茉莉をスクールエンパイアまで呼び出し、自身に残された時間がないことを告げ、茉莉に覚悟を決めさせる時間を与えること、そして恵に茉莉の成長の立会人を依頼することにあった。
アビスマルトリニティが倒されたことでヒュペリオンは滅び、12年に及ぶ因縁に決着を付けたが、その代償として自身も完全に滅びかけた。しかし茉莉の得た加護《ガイア》によって蘇生すると共に、彼を蝕んでいた奈落も浄化された。そしてユグドラシル宇宙の行く末を茉莉に託し、恵と共にブルースフィアに帰っていった。
ブルースフィア帰還後は、ミッドガルドに帰ったティファナやシェルリィに代わってブルースフィアのフォーチュンサービスを率いている。「美少女★女神と伝説の愛天使」では南極のゲートを通じてブルースフィア侵略を開始したアンタレス赤方偏移機械生命体戦団や機械天使たちからガイアを守るため、南極に絶対防衛線を引いてクエスターたちの軍団を結成、その指揮を執る。同リプレイのオープニングで、南極戦線の助力を頼める有能な戦士たちを集めてくれるように虎吾郎に依頼した。
なお、「爆誕! ゴッドウォリアーズ!!」の茉莉の回想シーンでは、『明日へのプロファイル』『未来へのコンタクト』のGMであった矢野俊策が操作していた。それによると、祥吾が茉莉に課した剣の鍛錬は、普通の女子高校生が持てないような両手持ちの剣の素振りなど厳しいものだった。
宮沢竜一郎（みやざわ・りゅういちろう）
茉莉の次兄で虎吾郎の弟。「神薙ぐ御剣」のPC。魔剣「アウターゲネス」を所有するが、その強大な力故にめったに刀を振るうことはなく、主に素手で戦う。父・祥吾とは確執を抱えており、現在は実家を離れて一人暮らしをしている。
「美少女★女神と黄金の林檎」では、応援も駆けつけたるんに困惑しながらも、東京・日暮里に出現した奈落に立ち向かっている。また「爆誕! ゴッドウォリアーズ!!」では、祥吾を「アウターゲネスを抜いたって、勝てるかどうかわからねー」強い男と評し、その祥吾が茉莉にシャードを譲ったことが確執の一因になっているなど、祥吾に対する複雑な感情を吐露しており、「親父が無茶を言ってきたら俺に言え」と茉莉を気遣っている。なお、これまでリプレイ本編ではほぼ裏設定扱いとなっていたアウターゲネスの設定が、茉莉の「世界を滅ぼす剣…だよね?」というセリフでわずかながら取り上げられている。
「美少女★女神と伝説の愛天使」では南極戦線で戦うクエスターの一人として登場。祥吾に連れられてきた虎吾郎に増援を要請した。そのため美衣たちは再び南極に赴くことになる。
「爆誕! ゴッドウォリアーズ!!」の茉莉の回想シーンでは、「神薙ぐ御剣」でのプレイヤーでもある井上純弌が操作していた。
マーリン
古来から生き続けている伝説の大魔術師たる老人。ブルースフィア最大の神秘組織である魔術師連盟の創設者。現在でもトップの座についているがあまり表に出てくることはない。『アルシャードガイアRPG』基本ルールブック以来の公式NPC。
先代の「蒼の守護者」である祥吾と、その長男・虎吾郎の魔術の師匠である。しかし、オカルト懐疑主義者である虎吾郎はマーリンを「イギリスで出会った、オカルトにハマって自分を魔法使いだと信じ込んでる変な爺さん」としか考えておらず、自分がマーリンから教えられた「くだらないオカルト遊び」が本物の魔術の技であるという認識はもっていない。マーリンが世界的に大きな権力を持っている超VIPらしいということは理解しており、「美少女★女神と黄金の林檎」では、虎吾郎はクアドラの動向を監視しているマーリンのコネを頼って、臨時教師として成穂学園に侵入できるように工作を依頼している。

#### ブルースフィア:オリュンポス神族勢力
総論
オリュンポス神族はブルースフィアの神話時代の中期以降において支配的な位置についていた神々である。その中でもブルースフィアの管理神として強い影響力を持った12柱の神々を「オリュンポス十二神」と呼ぶ。
かつては絶大な力を持っていたが、驕り高ぶったがゆえにガイアの怒りを買い、神殺しの獣テュポーンが遣わされオリュンポス神族と戦わせたと神話では語られている。この結果、オリュンポス神族は力の多くを失ってしまい、ブルースフィアには「人世の時代」が訪れた。
オリュンポス神族の中には「人世の時代」に適応するために自らの意思で人間に転生した神々がいる。この転生者たちをワードと呼ぶ。ワードは一人とは限らず、同じ神の転生体が複数存在することもある。これは神がその魂と力を複数の器に分散させたことを意味する。また、転生を選らばずに隠棲した神にもワードが存在する。このような場合は、戦いなどで散っていった神の霊質の一部がワードとして顕現したということになる。
大ラグナロクの勃発に伴い、今までは人類社会の様子を静観していたオリュンポス神族（およびそのワードたち）が動き出すことになる。
海王竜馬（かいおう・りょうま）
ブルースフィアの財界に影響力を持つ「海王コンツェルン」の若き総帥。年齢はまだ高校生くらいだが、すでに王者としての風格を漂わせている。その正体はオリュンポス十二神の一柱であるポセイドン神のワードであるが、そのことを知る者は少ない。
現代のブルースフィアが、人類が我が物顔で地上を闊歩する「人世の時代」となったことに不快を感じており、「神話の時代」のように神々が地上を支配すべきだと考えている。さらには神々の頂点に立つのは自分でなくてはならないとも考えているため、他のワードたちは自分の配下として従うべきという傲慢な思想を持っている。その野望を叶える力となるものを探し続けているが、そのために奈落の力を借りるような短絡的な手段は採っていない。
「美少女★女神と黄金の林檎」では人間社会を燃やし尽くすための力を「黄金の林檎」クアドラに求め、サジッタ社から言葉巧みに借り受けたクアドラを自らが所有する豪華客船「ポセイドン号」に安置していたが、ニケーらの介入により、レスケーの勝者たる美衣に奪われることよなる。その後、美衣に近づくために彼女が通う成穂学園に転校してきた。
アフロディテ神のワードである美衣に対しては、人間ではなく神々の仲間として接している。一方、美衣は竜馬を一切特別視しておらず、神の自覚を持ちながらも人と神を区別しない美衣のあり方は、竜馬の考え方を少しずつ変化させることとなる。
「美少女★女神と伝説の愛天使」ではなぜかアイドルのプロデュース事業に凝っており、美衣とじゅりあを組ませたアイドルユニット「あなたのハートを仕留め隊」をデビューさせた。美衣から改心したのかと聞かれたさいは、肯定も否定もしていない。彼自身は大ラグナロクを生き抜くことはできないとはじめから思っていたようで、「定められた滅び」までのわずかの間くらいは好き勝手に過ごしたいと願っている。「美少女★女神と黄金の林檎」で人類を支配しようと夢見ていたことも、「美少女★女神と伝説の愛天使」でアイドルのプロデュースを成功させようと夢見ることも、所詮は「滅び」までのわずかの間のみしか叶えられない泡沫の夢として等価値であるようだ。
同作では美衣から一日デートの約束を代償に彼女に協力して南極戦線に参加するが、じゅりあを（明らかにブルースフィア人でないにも関わらず）「定命ふぜい」と看破し見下していることから見ても、レックスのように女好きというわけではないようだ。じゅりあは「竜馬は美衣個人に純粋に惚れている」と踏んでいた。
”遠雷”レックス
欧州各国で活動するクエスターで、20歳の男性。その正体はオリュンポス十二神の主神であるゼウス神のワードである。ワードとして覚醒したのはごく最近。『ラグナロク』の公式NPC。
女好きのナンパ男であるが、ただの軽い男ではなく、「世界の支配者」としての自覚を強く持つ傲慢な男でもある。人間世界を滅ぼして神々の世界をよみがえらせ、その中で頂点に立ちたいという考え方は竜馬と非常に似通っているが、その分ソリが合わず、二人が協力することはまずない。
ヘラ神のワードであるユウノとは神代より続く伴侶として本気で好いているが、浮気をすることはそれとは別物の話であり、何を言われても女好きの性格を治すことはない。
レックスは竜馬とは異なり、大ラグナロクを神の世界を創り出すためのチャンスと考えている。アマルテイアを起動させてブルースフィアをユグドラシル宇宙から切り離せば、奈落による侵食だけでなく、デウス・エクス・マキナがもたらす宇宙の終末の影響も受けない。ただし、それはブルースフィア以外の全ての世界の滅亡を意味し、さらにはブルースフィアがユグドラシルのマナ循環システムから切り離されてしまうと、世界そのものは維持できても、クエスターではない多くの普通人たちが死に絶える危険性まで示唆されている。
『ラグナロク』掲載のシナリオではゼウス神と彼についた何柱かのオリュンポス神がクエスターたちのガイア帰還計画の妨害を画策したが、「美少女★女神と伝説の愛天使」ではクエスターたちによってガイアは帰還したという結果を採用している。ゼウス神は再起を誓い、まだ協力を要請していなかったオリュンポス神族のワードである美衣とシオンに接触する。
一方、美衣とシオンも南極防衛戦に協力してもらうためにレックスに要請。交渉は決裂し、彼が呼び出したヘカトンケイルのブレアリオスと美衣たちは戦うことになった。
平ユウノ・アーケン（たいら-）
クエスターをサポートする放浪の民、ヴァグランツの少女。18歳。その正体はゼウス神の妻である女神ヘラ神のワードである。レックス同様、ワードとして覚醒したのはごく最近。『ラグナロク』の公式NPC。
レックスとはワードに覚醒する前からのパートナー同士。元々が奔放な性格のレックスのお目付け役を自覚していたが、ヘラの神格が覚醒してからはより強気な女性優先主義にまで昇華されている。
レックスの伴侶であるということに誇りを持っており、彼の浮気癖には憤慨している。しかし、彼女の怒りはレックス本人でなくレックスがちょっかいを出した女性の方に向けられるため（これは元来のヘラ神の性格の反映でもある）、レックスに気に入られた女性にはとんだ災難である。
地球支配のためにガイアを確保するというレックスの目的を叶えることに使命感をもっており、女にすぐうつつを抜かすレックスをたしなめ、彼の手を引いて世界中をつれまわしている。
「美少女★女神と伝説の愛天使」では、いつの間にか奈落の怪物であるテュポーンに魅入られていた。レックスのためにガイアを確保するという使命感が奈落のささやきによるものなのか、ヘラ神のワードとして本心から彼のことを思っていたのかについては判然とはしないが、どちらにしても奈落につけこまれた原因は彼女の持つ嫉妬心であり、「奈落に全てを沈めれば、レックスに言い寄る全ての女を消し去ることができる」という妄執にとり付かれてしまっている。
リプレイの時点では、彼女の目的は「ガイアを奈落に捧げる」ことに摩り替わっており、すでに彼女の思考はテュポーンと半ば一体化していたようである。
レックスを言葉巧みに誘導し、彼の力で3体のヘカトンケイルを冥府ハデスの青銅門から引き離したため、テュポーンは青銅門を通ってタルタロスから脱出。ユウノは成穂学園の次元扉を使ってテュポーンをブルースフィアに召還した。この時にユウノの肉体はテュポーンと同化するが、美衣たちがテュポーンを倒すと同時に加護《ガイア》の奇跡の力を使ったことで、ユウノは奈落から切り離されたうえで正気に還った。
ベラ・ボーテ
欧州にある世界的に有名なファッションブランド「ウェヌス」の第13代社長。その正体はオリュンポス12神の一柱である女神アフロディテ神の神性を宿す女性。実年齢は不明だが人間社会では38歳として通している。『ブルースフィア』の公式NPC。
神性を宿すがゆえに不老。代々の社長は実は彼女本人であり、人間社会で怪しまれないように代替わりを自作自演している。
美衣は「ウェヌス」に属するモデルでもあり、すなわち上司にあたる。美衣はベラのことは「お姉さま」と呼ぶ。
「人世の時代」に神の管理は必要ないと考えており、ひとりの人間として人間世界での生活を楽しんでおり、奈落との戦いやラグナロクには興味はない。そのため、レックスの誘いに乗らず、美衣の南極戦線への参加要請も断っている。しかし美衣に対しては「神の力が必要ならば、"人である"ことをまだ捨ててないワードのあなたが戦うべきだ」と激励した。
「人世の時代」を受け入れているという点ではシェルリィやグローリアスと似た立場だが、それを守るために自ら動く事はない。
アポロン
オリュンポス12神の一柱であるアポロン神の神性を宿す青年。元々はアポロン神のワードの1人であり、人知れず奈落や異世界との侵略者と戦っていたが、後にアポロン神そのものに覚醒した。人間社会での通名は不明。
ガイア帰還作戦の際はゼウス陣営に協力していたが、後に離脱。その騒動の最中に恋人を失ってしまい、現在は世捨て人のようになってヒマラヤ山中で瞑想を続けている。
ガイア帰還作戦の際はゼウス神陣営に協力していたが、後に離脱。その騒動の最中に恋人を失ってしまい、現在は世捨て人のようになってヒマラヤ山中で瞑想を続けている。悲しみのあまりもう何にもかかわりたくない様子だったが、恋人が守ろうとしたガイアを見捨てていいのかというじゅりあの説得に応じて、南極戦線への参戦を承諾する。
ヘルメス・トリスメギストス
オリュンポス12神の一柱であるヘルメス神の神性を宿す存在。ヘルメス教団の党首。
ヘルメス教団に属するヘルメス神のワードは思考が共有されており、教団の意思はヘルメス・トリスメギストスの意思そのものである。
ゼウス神＝レックスの命を受け、長く拘禁されていたシオンを解放し「黄金の林檎」＝クアドラの奪取を命じた。しかしクアドラの保管されていたポセイドン号に美衣や虎吾郎がいた不自然さに端を発するシオンの一連の行動の結果、ヘルメス教団はゼウス神陣営への非協力を決定。レックスは報復としてヘルメス・トリスメギストス本人と思考を共有するワードたち全てを殲滅した。この結果、教団の生き残りはシオンだけとなる。
なお、ヘルメス教団の詳細に関する設定や「美少女★女神と伝説の愛天使」での教団の最終決定はGMの藤井忍ではなく、シオンのプレイヤーの田中信二のアドリブでなされている。
プロメテウス
ティターン神族でありながらオリュンポス神族に与し、人間に火を与えたとされる神。ミッドガルド真帝国教会のアルフレッド教務枢機卿のもう一つの姿。ミッドガルド:真帝国関係者の節を参照。

#### ブルースフィア:ティターン神族勢力
総論
ティターン神族はブルースフィアの神話時代の初期において支配的な位置についていた神々である。その中でも力ある12柱の神々は「ティターン十二神」と呼ばれ他のティターン神族とは区別されている。
神話時代においてオリュンポス神族との権力争いに敗れて奈落界タルタロスに封じられた。ほとんどの神族は奈落に溶けてしまったが、一部の神々は奈落の中でもその存在を失うことなく逆に奈落を取り入れて奈落神として生まれ変わった。奈落神たちは母神ガイアに歪んだ愛情を抱いており、ガイアを自らと同じ奈落に染め上げようと常に渇望している。しかし、自らに課せられた封印は強固でタルタロスから動くことができないため、力の弱い自らの化身や、手下の奈落の使徒たちをブルースフィアに派遣して、ブルースフィアに奈落を広めようとしている。
大ラグナロクでは奈落の活性化の影響で一部の奈落神たちの封印が緩み、タルタロスから解放された奈落神もいる。
ウラヌス
ティターン神族の中でも相当な大物である巨神。他の多くのティターン神族と同じく奈落界タルタロスに幽閉されていたが、「襲来! コスモマケドニア!!」の終盤でブルースフィアが冥府龍ニーズヘグに飲まれたためにブルースフィアとタルタロスが直接つながってしまい、「美少女★女神と黄金の林檎」の中盤にブルースフィアへと直接侵略を開始した。
ガイアを我が物にする妄執に囚われており半ば正気を失っている。アルフによって創られた多くの神々を「まがいもの」と見下しているが、クアドラからはウラヌス神もアルフの手によって誕生されていると反論されている。ウラヌス神はそのことを認めていないが、これは彼が正気を失ってのことなのか、ガイアが直接生み出した特別な神という真実が隠されているのか、そのことははっきりはしていない。
ヒュペリオン
ティターン十二神の一柱。宮沢一族と因縁の深い奈落神であり、茉莉がPCとして登場するリプレイの多くにヒュペリオン神の化身が立ちふさがっていた。
「爆誕! ゴッドウォリアーズ!!」では大ラグナロクによって奈落の勢力が活性化した結果、タルタロスからヒュペリオン神の本体がついに脱出。化身をグレートブケパロスで移動中の茉莉たちにぶつけつつ、メタトロンのアバターの力を借りて祥吾を半ば乗っ取り、アビスマルトリニティの一部となった。しかし、仲間たちの支援と、同じアビスマルトリニティの一部である祥吾の妨害に支えられ、「世界を救い、父も救う」強固な意思をもって戦う茉莉の前に屈し、滅びた。こうして親子二代12年に渡る宮沢一族とヒュペリオン神との因縁に決着が付けられた。

#### ミッドガルド:真帝国関係者
アルフレッド
真帝国聖務枢機卿で真帝国教会の最高指導者。二大枢機卿の一人。ベスの上司に当たる。数百年に渡り少年と思える姿を維持しており、真帝国臣民の中にはアルフではないかと噂する者もいる。『アルシャード』ルール第一版基本ルールブック以来の公式NPC。『トライデント』シリーズでは3つのパーティーを繋げる狂言回しとして頻出する。
その正体は、過去の小ラグナロクにおいてを同胞を裏切りユグノス王の側についたと言われるアース神族の一柱・ロキ神。同時にブルースフィアの小ラグナロクたるティタノマキアにおいてオリュンポス神族側についたティターン神族の一柱・プロメテウス神でもある。
トリックスターらしくとても飄々とした性格で、機械神への信仰はどこまで本気のものか知れたものではなく、彼の正体を知らない者たちでも、アルフレッドは信仰心などは本当は皆無で教会の力を私的に使いたいがために地位にしがみついているだけではないかと疑っている者もいる。特に真帝国内で「天使派」と呼ばれる派閥に属する者はその傾向が顕著である。
「襲来! コスモマケドニア!!」では、真帝国に侵攻を仕掛けた「スカンダ」と称する軍団への対応策として、茉莉の協力を仰ぐべくベスをブルースフィアに送るが、その直前にスカンダにさらわれ、記憶と能力を封じられ異世界「10th-TERRA」に放置されてしまう。茉莉らに救出されたあとはビブロスト・ジャンクションにとどまり、助言者として茉莉に協力。異世界「ノーフューチャー」のある都市に立つ超高層ビル「アビスタワー」に隠されていたビスロストの橋を起動して、茉莉らをアレクサンドロスとの決戦の地・ノルンの泉へ送り出した。
その直後に当たる「天使がくれた世界滅亡」では虚無の翼号に現れ、船長のグラーフに、大ラグナロクの開始によってミッドガルドで機械天使が動き出したことを告げ、ヒルダへの手紙を託し再び姿を消す。皇帝崩御の後も姿を表さず、続く『パラダイスロスト』と「魔女が望んだ未来消失」では、事実上国政を司ってきた軍務枢機卿と聖務枢機卿の二人の不在により真帝国が混乱の極みとなっている様子がうかがえる。
「魔女が望んだ未来消失」ではウータンキドゥルに向かうシルダたちの前に現れ、「大聖樹」と「オラクルの神託」の真実を明かす。そして「自分には『大聖樹』を破壊する意図はない」と告げ、立ち去った。表向きは「天使派」の手から逃れるため隠遁中ということになっているが、もはや真帝国やミッドガルドには関心を失っていることがシルダたちとの会話からうかがえる。シルダたちと別れる際には「ひとつだけ真面目な願いがあるとしたら、最初で最後のこの”滅び”というものを楽しみたい」「この世の終わりに、生き残った神は人類に戦いを挑む。なぜなら、神が全て死ななければラグナロクは終らないから。人類の敵に回ることが面白ければ、自分はそうする」と告げている。
その後はプロメテウス神としてブルースフィアに渡り、ゼウス陣営と対立。「美少女★女神と伝説の愛天使」では、ミッドガルドの神の武器であったクアドラをブルースフィアの人間のもとにもたらしたのは自分であると告白し、「プロメテウスの火」であるクアドラに人間のための力になってくれるように依頼した。『トライデント』リプレイにおける登場はこれが最後となっている（最終作「創世! 真ラグナロク!!」には登場していない）。
マクシミリアン
真帝国軍務枢機卿兼総参謀長。真帝国軍（正規軍）の実質的な総司令官。二大枢機卿の一人。形式上は内務省に属する「皇帝の剣」も直轄しており、ミハエルの直接の上司である。『ff』サプリメント『ヴァーレスライヒ』からの公式NPCで、リプレイでは「砂漠の異教神」で初登場。
「真帝国が大陸統一を完遂すれば機械神が降臨し、千年王国が築かれる」という真帝国の宗教的教義を狂信的なまでに信じており、無謀なまでの領土拡張戦争を続けている。その拙速なやり方には真帝国内からも批判があり、軍の士気も下がる結果となっているが、拡大する奈落から世界を救うためには機械神に降臨してもらうしかないと考えている彼にとっては、他者からの批判は些事に過ぎない。
真帝国内で「天使派」と呼ばれている派閥に属しており、実際に機械天使たちと通じている。天使たちが立案した「神の光」計画（後述）に賛同しており、「天使がくれた世界滅亡」ではそれを実行させるために軍を私的に動かしていた。この流れの中で、計画に反対するであろう銀十字軍に虚偽の嫌疑をかけて粛清している。しかし皮肉にも、子飼いの部下であったミハエルと銀十字軍粛清や「神の光」計画を巡って対立し、最後はミハエルの手で討たれた。
グスタフ・ヨーゼフ2世
真帝国皇帝。ルール第一版基本ルールブック以来の公式NPC。
白髪の老人であり、その治世は400年に及ぶ。年老いた現在では玉座から滅多なことでは動かない。さらに言葉もほとんど発することはない。寡黙故に「沈黙の皇帝」と呼ばれ、彼が言葉を発すること自体が大事件として扱われるほど。何もしゃべらない皇帝が何を欲しているのかは、皇帝のお側役でもあるアルフレッド枢機卿が伝宣することが通例になっているが、アルフレッドが本当に皇帝の考えを正確に伝えているかは疑う者もいる。
軍事治世ともに優れた才覚を持ち、彼が若々しかった頃はそれを存分に発揮していた。ミッドガルド大陸北部の一国に過ぎなかった真帝国は、彼の治世になってから飛躍的に発展している。その歴史的な実績と、ただ存在するだけで他を圧倒するカリスマ性により、玉座にお飾りのように座るだけとなった現在でも、真帝国を支える象徴として強い存在感を放っていた。
彼がすさまじいまでの寿命を得ているのは、天使達によって創造された人工救世主だからである。グスタフ帝は人工救世主としては歴史上で最大の成功例であったが、彼の力をもってしても真帝国が大陸を統一することは果たせなかった。
「天使がくれた世界滅亡」の開始直前に老衰により崩御。後嗣を残さなかったため、新しい皇帝を「創る」ために神の光計画が発動した。
ユーベル・エンデ
帝都グラスヘイムを構成する三つ子都市・ヨハネを統括する枢機卿。黒髪の男性。
皇帝崩御と二大枢機卿の不在で混乱するグラスヘイム市民に対し、メタトロンが救い主として降臨したことを知らせて人心を掌握。帝都をまとめあげた。それまでは二大枢機卿の影に隠れて地味な存在だった彼だが、現在の真帝国では最後まで残った中央権力者である。
「天使派」に与し、メタトロンやグナーデに協力しており、「魔女が望んだ未来消失」では、銀嶺渓谷の危機を目の当たりにしている西方方面軍に、銀嶺渓谷とは正反対の方向に位置するムスペルヘイムへの南進を命令。司令官であるゾンバルトを悩ませた。
彼の正体は《シャヘル》のシャードを継承したアインヘリアルで、現在はシャヘルの元の姿である「悪魔王」ルシファーの神性を宿すようになった。彼は大ラグナロクの後の宇宙の再生に誰かの意思が絡んではならないという強い信念をもっており、宇宙はただ虚無に帰るべき、再生が行われるならばただ虚無から自然に生まれるのを待つべきだと考えている。彼の思想についてはリプレイでは「創世! 真ラグナロク!!」で僅かに触れられているのみだが、シナリオ集『パラダイスロスト』やサプリメント『ラグナロク』に詳しい。大ラグナロクにおいてはメタトロンとは一時的に共闘しているが、「自らの意思で宇宙を再生させたい」と考えるメタトロンとは最終的には争う運命にある。しかし、茉莉たちがメタトロンを滅ぼしたのと時を同じくして、別のクエスターたちに滅ぼされ、メタトロンと雌雄を決する刻を迎える事は遂に来なかった。
ヴィルヘルム・グーデリアン
真帝国の名家グーデリアン家の一員で、事実上の近衛軍である銀十字軍の司令官。ルール第一版基本ルールブック以来の公式NPC。リプレイでは「天使がくれた世界滅亡」の冒頭に登場。
ミハエルが自分を内偵する「皇帝の剣」の一員であることを看破しており、その上でマクシミリアンの陰謀をミハエルに告発し、その証拠物件として1個のデータチップを渡す。しかしその直後、ヴィルヘルムが駐屯していた基地はマクシミリアン直卒部隊の急襲を受け、ミハエルを逃すべく自ら機械天使に応戦し、壮絶な最期を遂げた。
ヴィルヘルムの死はプレイヤーには驚きであったらしく、デザイナーでもある井上純弌をして「こいつが死んだら銀十字軍が崩壊するぞ」とまで言わしめた。
グンター・グーデリアン
グーデリアン家の一員で、銀十字軍の情報将校。ヴィルヘルムの異母弟。『ヴァーレスライヒ』からの公式NPC。
銀十字軍に対するマクシミリアンの粛清と兄ヴィルヘルムの死を受けて地下に潜伏している。「天使がくれた世界滅亡」において、グラスヘイムの貧民階層のバーで、ハンスから紹介されたシルダ、ミハエルと、メイから接触するよう求められたアプフェル、グラーフと会い、ヴィルヘルムがミハエルに託したチップが、本来は皇帝しか持ち得ないのがマクシミリアンに奪われ、銀十字軍が奪回したものであること、マクシミリアンが集めている「神の光」出身者の本命がシルダであることを伝える。
「魔女が望んだ未来消失」では、奈落の軍勢がグロスヴァンド山脈に降下してからは、G=M社のパトリック・ウォンの助力を得てウィルマ―兄妹と共にヴァナヘイムに脱出している。
ヒルダ
99人の女性エイリアスで構成されるアルフレッド直下の特殊部隊「ゴルテンラウプ」の隊長。『ヴァーレスライヒ』からの公式NPC。
「天使がくれた世界滅亡」の序盤のグラーフの目的は、アルフレッドから託された書簡を彼女に届けることであった。その書簡に書かれていた内容は「全力でグラーフ・シュペーのバックアップをしろ」。彼女はそれに従い、マクシミリアンがいる「皇帝の玉座の間」へとつながるアルフレッド専用の隠し通路の場所を教えた。
アンジェラ・ローゼンベルク
真帝国の亜人部隊「白竜部隊」を率いる将軍。”蛇の眼”の二つ名を持つ男装の女傑。ルール第一版基本ルールブック以来の公式NPC。
普段は人間の姿をとっているが、ドラゴンの一族である。自らが真帝国に恭順することで真帝国領内の銀嶺峡谷のドラゴン族の領域に手を出させないようにしている。恭順の証として皇帝グスタフ・ヨーゼフ2世に左目を献上しており、人間形態時は眼帯をかけている。
「魔女が望んだ未来消失」では真帝国の北方と南方の境界である銀嶺峡谷で、北から押し寄せる奈落の軍団を押しとどめる絶望的な防衛線を強いられている。同リプレイ冒頭で、ガブリエルの脱出ゲートでグラズヘイムから飛ばされてきたミハエルはこの地でアンジェラに介抱され、彼女に対して援軍をつれてくると約束する。この援軍集めこそが同リプレイの本筋となっている。
「魔女が望んだ未来消失」のシナリオハンドアウトにおけるミハエルのコネクションとなっていたことから、プリプレイではアンジェラのファンを自認する田中天とミハエルのプレイヤーの小太刀右京との間でちょっとした睨み合いが起き、菊池たけしから「仲いいな、君たち」と突っ込まれていた。
”海ガラス”のハンティ
帝国企業の一つ「ヴァナヘイム」の社長。ルール第一版サプリメント『アメージング・ワールド』以来の公式NPC。
一企業の社長と同時に、人魚形人類「メロウ」の国家・オアンネスの大王（タパルナ）でもあり、経済的視点だけでなく政治的視点も持つ傑物。オアンネスの人間族らしく海賊然とした荒々しい風貌の海の男だが、知略に長ける。
「魔女が望んだ未来消失」では、皇帝崩御と二大枢機卿の不在、北方の奈落と西方のジャーヘッドの同時侵攻、大天使メタトロンの降臨と混乱きわまる真帝国において、どこにつけば得かという自らの立ち位置を決めかねており、プリムローズや銀十字軍と協力体制をとっている。同リプレイの冒頭で、ガブリエルの脱出ゲートでグラズヘイムから飛ばされてきたシルダはこの地で介抱されており、ハンティは事件の渦中にいる彼女から情報を得ようとしていた。
シルダと合流したミハエルはハンティに「自分が混乱する真帝国を掌握し、人類圏を再建する。そのときにはヴァナヘイム社には帝国企業として厚く報いる」という法外な約束をし、その先行投資という形で巨額の資金（アムング国民をまるごと傭兵とするための資金）の援助を求めた。ハンティは気宇壮大だが真摯なミハエルの姿勢に若き日の自分の姿を見たのか、要請を受諾した。
ヘルムート・ゾンバルト
真帝国軍（正規軍）西方方面軍司令官。ルール第一版基本ルールブック以来の公式NPC。
「魔女が望んだ未来消失」では、駐屯地から近い銀嶺峡谷でのアンジェラの白竜部隊の危機を目の当たりにしながら、ユーベルより下った「ムスペルヘイムへ南進せよ」の命令を受け、態度を決めかねていたが、ミハエルとシルダの説得でユーベルの命令に敢えて背き白竜部隊救援を決断。命令を下す直前、副官のヒンビッヒに処分されかかったが、シルダたちがヒンビッヒを倒した事で改めて北進を命令する。
『アルシャード』シリーズでは名物NPCとしてファンが多い。「軍人としては無能だが自己保身に長け、賄賂好きで野心に満ちた俗物」がトレードマークだが、「魔女が望んだ未来消失」では、その「自己保身」の処世術がシルダたちとミッドガルド大陸の危機を救う一助となった。メタトロンを盲信することなく、ユーベルの南進命令を銀嶺峡谷の現状を無視したものとして抵抗するなど、軍人としての現実感覚も持ち合わせていたようで、プレイヤーたちからは「劇場版『ドラえもん』のジャイアンみたいだ」との声が上がった。
ヒンビッヒ・バウアー
真帝国軍（正規軍）西方方面軍副司令官。『ヴァーレスライヒ』からの公式NPC。
ゾンバルトの側近であり、ゾンバルトとは異なり軍人として有能である。典型的な堅物なエリート軍人青年であるが、ゾンバルトのあしらい方が上手く世渡りにも長けている。
「魔女が望んだ未来消失」では、銀嶺峡谷への援軍を求めるシルダたちをゾンバルトごと排除する司令をユーベルから受けていたらしく、ミハエルやシルダの説得に折れそうになったゾンバルトを「将軍はお疲れのようだ」と言って麻酔薬で眠らせようとしてのける典型的な悪役ぶりを発揮。異教徒の処刑という名分で奈落天使を召還してシルダたちの前に立ちふさがり、真帝国軍将校を輩出した名門のプライドで戦いを挑んだが、最後はミハエルとの壮絶な銃撃戦の末、ミハエルから「真帝国を裏切った男」と宣告され、息絶えた。
思想的にはマクシミリアンとほぼ同じ立場であり、「天使派」に同調、天使たちの様々な計画を実行する手足として動くこともしばしばある。メタトロンら天使たちが奈落を受け入れた事実については、それが天使の選択ならばミッドガルドを救う力になるはずだと盲信していたようである。しかしそれが、曲がりなりにも現実主義に立つゾンバルトとの運命を分ける結果となった。
登場時には田中天から「『QuickStart!!』のサクラコがファンだ、というイメージが先行してる気がする」と言われていた。

#### ミッドガルド:その他
ルパ・メルフィンダ
シルダの養父。反真帝国の闘士でありながら、真帝国軍士官学校の教科書に「尊敬すべき能力の持ち主」と讃えられた騎士。
戦傷で第一線を退き、グロスヴァンド山脈の麓にある屋敷でレアミュー牧場を営みながらシルダに剣を教えていたが、:「天使がくれた世界滅亡」の冒頭でシルダを捕らえようと現れた真帝国軍の襲撃を受け、落命する。
妻を真帝国軍に殺されたことから真帝国運動に身を投じていたが、ある作戦で「神の光」計画の研究施設を襲撃した際、まだ幼いシルダを見つけ、養女とした。真帝国への憎悪に凝り固まっていたルパは、シルダとの出会いで人間らしさを取り戻していった。
「魔女が望んだ未来消失」では、かつてシェルリィがルパをエクスカリバーに誘おうとしたことが3度あったことが語られている。しかし1度目はルパが自身の未熟を理由に断り、2度目は妻を失ったことによる真帝国への憎悪がエクスカリバーに相応しくないとされ、3度目はルパがシルダを引き取ったことにより「守る者を持った男に、エクスカリバーに入れとは言えない」と断念している。
ハンス・ウィルマー
反真帝国結社「プリムローズ」の指導者。『アメージング・ワールド』以来の公式NPC。
元々は真帝国の大学でカバラ学を学んでいたが、やがて植民地解放に立ち上がり、クエスターである妹ソフィーの存在もあってプリムローズを率いることになる。。
ルパとは以前から面識がある。「天使がくれた世界滅亡」では、帝国部隊の襲撃直後のメルフィンダ邸を訪れ、シルダがいた「神の光」の出身者がグラスヘイムに集められているとの情報や、プリムローズと銀十字軍が提携してミッドガルドの危機に対処していることなどをシルダとミハエルに告げる。その後はソフィーと共にヴァナハイムに脱出しており、「魔女が望んだ未来消失」ではハンティとともにこれからの真帝国でどういうスタンスをとっていくかを模索していた。
メイ・ソーンダイク
「時計仕掛けの破壊神」のPC。グラーフのG=M時代の上司であり、かつて「人造救世主計画」阻止のためにグラーフと共に戦い、命を散らしたエリーゼ・サツキ・ソーンダイクの双子の妹でもある。
「天使がくれた世界滅亡」ではペルニラとの会談に向かうティファナにG=M社の飛空艇を貸し出して同行していたが、その道中で積層都市マリアの近辺で不時着していたグラーフとアプフェルを救助する。マリアでの一連の出来事が「天使」の陰謀であること、陰謀阻止の鍵がシルダであることを告げ、グラーフとアプフェルに、事情を知るグンターとグラスヘイムで接触するよう求める。
ロロ
真帝国領中南部に位置しながら、真帝国の実効支配が及んでいない領域の一つ・ウータンキドゥルにて、現地の先住民族「バーバリアン」が信奉する「大聖樹」の言葉を伝える巫女。「ロロ」とは称号であり、当代のロロはラトナ・サイレンドラという本名を持つが、ロロになった者はその時から本名で呼ばれることはない。『アメージング・ワールド』以来の公式NPC。
「魔女が望んだ未来消失」の冒頭で、ガブリエルの脱出ゲートでグラズヘイムから飛ばされてきたアプフェルはこの地で介抱されており、同じオラクルということでロロと友情を結ぶ。
アプフェルがウータンキドゥル滞在中のある時、ロロとアプフェルに同時に「混乱に乗じて真帝国を滅ぼせ」という「大聖樹」の神託が降りた。ロロはそれに従いバーバリアンたちに真帝国討伐を宣するが、神託に「真帝国に関わる何者かに対する恐怖」という、ロロには感じ取れなかった「大聖樹の感情」を受け取ったアプフェルにとっては、ロロの姿はオラクルという存在のあり方に疑問をもつきっかけとなった。
パルミエリ・アイジャルク
真帝国領の地下に広がる爬虫類形人類「ザウルス」の国家・アムング地下帝国の女帝。有力氏族の一つ・パルミエリ氏族の出。『アメージング・ワールド』以来の公式NPC。
アムングは国家形成の経緯から、統一国家が成った後も氏族間で武力抗争が続いている。「魔女が望んだ未来消失」の時間軸では、グロスヴァンド山脈に奈落の大軍勢が降下し、国土が事実上孤立状態に置かれているが、なおも氏族間の抗争は収まっていない。アイジャルクは事態を憂慮しつつも、自身の手に余る奈落の存在と、危機に瀕しているにも関わらず抗争が止まない国内情勢を前に何の手も打てないでいたが、ガブリエルの脱出ゲートによってグラズヘイムから飛ばされてきた、アムングでも英雄として名の通るグラーフにアムング救済を要請する。グラーフに惚れ込んでおり、何かにつけては求婚しようとしていた。
彼女自身も戦士であり、真帝国軍白竜部隊を援護すべく銀嶺渓谷に駆けつけた時は、自ら先陣を切って空挺降下した。
ヴィスワヴァ・シェンキヴィチスカヤ
真帝国軍の実験歩兵部隊「輝く炎」の隊長であったが、突如異端者とみなされ拘束。その後脱獄しそのまま真帝国から離反。傭兵として反真帝国活動を続けてきた。『ff』サプリメント『ウィンカスター・フォーチュンサービス』の公式NPC。リプレイでは「砂漠の異教神」に登場。
「魔女が望んだ未来消失」では、ヴァナヘイムからアムングに向かう「虚無の翼」号に接触を求め、降下したミハエルに「生命の泉修道会」の秘密を伝える。「神の光」計画も独自に追っていた。ミハエルに同行したシルダから「神の光」計画が阻止されたことを知らされ一旦は安堵するが、自身もその存在を疑問視していたメタトロンの正体を、やはりミハエルに同行していたシェルリィから知らされ、「真帝国の中枢が奈落に侵された以上、世界は終わる」と悲嘆、ミッドガルドが滅ぶ前に、「輝く炎」唯一の生き残りであるミハエルの手で討たれることで「輝く炎」を事実上見捨てた罪を償うと告げるが、シルダの仲介によってミハエルとの和解を果たす。銀嶺渓谷の戦いでは、ドラゴンの姿に戻って戦いながらもレイスナイトの白兵戦の前に倒れようとしていたアンジェラの肩に飛び乗り、彼女を襲っていたレイスナイトを一掃した。
エクス
「時計仕掛けの破壊神」のPC。人造救世主。
エリー同様「時計仕掛けの破壊神」のエンディングで「虚無の翼」号の乗員となっており、「襲来! コスモマケドニア!」では茉莉たちの救出やコスモマケドニア迎撃に当たった。「虚無の翼」号撃墜後は完全機械化救世主殲滅の旅に出たが、最後の完全機械化救世主を倒した直後にエリーのシャードに吸収された。
実はエクス自身が【救済】のイデアであり、かつて完全機械化救世主であることを否定したエクスはイデアに還元される運命にあった。しかし、その事実を知ればエリーは戦いに出る自分を止めるであろうと予期したエクスは、完全機械化救世主が全て無くなるまで、敢えて沈黙していた。
「時計仕掛けの破壊神」では救世主として作られた自身の運命を否定する傾向が強かったが、本作では逆に、力なき人々が救い主を求めること自体は悪ではないということがエリーやエクスのテーマとなっている。ミッドガルド軍と天使軍との戦いでは、世界滅亡の恐怖を煽ることで自らを救世主と喧伝するメタトロンから人々を救うため、エクスは自分の救世主としての運命を受け入れ、人々の祈りを受け入れる存在として昇華した。

#### ミッドガルド:機械天使
総論
機械神デウス・エクス・マキナの使徒として作られた存在であり、古代神の使徒であるヴァルキリーと同じような存在である。ミッドガルドの小ラグナロクの後に機械神デウス・エクス・マキナは人類の前から姿を消したが、それと同時に機械天使たちも放置されてしまった。
機械神に従うということ以外に存在意義をもてない天使たちは、「真帝国が世界を征服すれば機械神が再臨する」という予言を成就させるべく歴史の裏から帝国に様々な干渉を行ってきた。
大ラグナロク発生後は、現在のデウス・エクス・マキナに代わって新たな機械神となることを宣言したメタトロンにほとんどの機械天使たちが服従している。これはメタトロンが現在のデウス・エクス・マキナが持つ「機械神としての権能」の多くを奪い取っており、機械天使たちは機械神に従うものとプログラムされているためでもある。
ウリエル
「天使がくれた世界滅亡」にて「神の光」計画の進行リーダーを務めていた機械天使。男女どちらともつかない中性的な外見をしている。人間社会で活動するときはマクシミリアン枢機卿の副官に化けていた。
「神の光」計画は機械神の意思の代行であるという強い信念をもっていたが、ミハエルは信仰者の視点からウリエルを「自らの欲望を神の言葉と聞き間違えている」と否定した。
ガブリエル
機械天使の中での幹部的存在である「七大天使」の一体。告知天使。女性の外見をしている。
「天使がくれた世界滅亡」の終盤、シルダたちがウリエルを倒し直後に現れ、ミッドガルドが大ラグナロクの渦中に巻き込まれたことを告知した。
「神の光」計画に対しては中立を貫いていて、ただ傍観していた。メタトロン誕生後は、彼に疑念を感じてその軍門に下らず、「魔女が望んだ世界滅亡」の冒頭にてシルダたちをメタトロンの攻撃から守って死亡した。この時にシルダたちを脱出させるための空間転移ゲートを開いているが、4人は別々の場所に飛ばされてしまった。
遺骸はシルダと共にヴァナヘイムに漂着し、そこで保管されている。
メタトロン
真帝国の神話で天使たちの王として伝えられていた謎多き天使。「神の光」計画が潰えた後に突如降臨し、多くの天使たちを支配下においた。帝都グラズヘイムの真帝国臣民の前にも現れ人々の救済を約束し、彼らを勇気付けたが、ほとんどの人類はメタトロンの真の目的を知らない。
『トライデント』におけるメタトロンの正体は崩御した真帝国皇帝グスタフ・ヨーゼフ2世の霊魂である。グスタフ帝は大ラグナロクが到来しても機械神デウス・エクス・マキナが救世を行わないことに絶望しており、昇天と同時に自らが新しい機械神となることを決意。「神の光」計画の失敗で世界を救うことを諦めていた天使たちの多くはそれに同調した。メタトロンの肉体は機能停止状態だった機械神のボディを乗っ取って使っており、それゆえに機械神デウス・エクス・マキナが持つ権能の多くを奪い取っており、神に等しい力を得ている。メタトロンが乗っ取った機械神のボディはミッドガルドの神話時代の小ラグナロクで下半身が引きちぎられている。「魔女が望んだ世界消失」でメタトロンの降臨を目撃したミハエルはその姿を「巨大ロボットの残骸」と呼んでいた。なお、デウス・エクス・マキナ本来の自我はメタトロンとは別に存在しており、アバターを作り出してメタトロンに対抗していた。
メタトロンは機械神が作り出したわけでないこの宇宙は失敗作であると認識しており、今ある宇宙を一度虚無に返してから、自らの手で新しい宇宙を作り直そうと目論んでいる。そこにはもはや人類は存在せず、機械神の教えとそれを信じる機械的な生命体のみが存在する「完全な世界」である。つまりメタトロンは人類の視点からすれば世界を救う存在ではなく、滅ぼす存在である。しかしメタトロンは人類よりもはるかに巨視的な視点にたっているため、彼は彼なりに世界を愛している。
大ラグナロクという世界滅亡＝再生システムは、アスガルドに至ったクエスターによって世界が新生されることを目的としているが、旧世界の残滓を新世界に持ち込むことを否定するメタトロンはそれを好んでいない。アスガルドによる宇宙再生を拒むという目的は奈落勢力と同一であり、それゆえにメタトロンは奈落やその眷属を自らの力として受け入れていた（これには、奈落の使徒たるグナーデの存在も関わっている。後述）。「爆誕! ゴッドウォリアーズ!!」では、ヒュペリオン神の宮沢一族への復讐に力を貸し、自らのアバターを作り出してアビスマルトリニティの素材の一つとしている。メタトロンの配下となった機械天使たちもまた奈落天使として生まれ変わった。
とはいえ、奈落勢力とは根本で相容れず、最終的には一大決戦を目論んでおり、共闘は一時的なものに過ぎないはずであった。しかし、秘匿していた自らの所在地を見破られ、その実体であるグラスヘイムの積層都市に住む全臣民をマナに還元し、さらにグスタフ・ヨーゼフ2世としてのプログラムも破棄してまで、己に比肩する力をもって大ラグナロクを完遂せんとする茉莉やミハエルらの前に立ちはだかったものの遂に屈し、その機能を停止し、輝く塵となって消え去った。その瞬間、茉莉は機械神を創造し、その核となった「原初のアルフ」の姿を見る。さらに太祖ユグノスからグスタフ・ヨーゼフ2世に至る歴代真帝国皇帝、歴代の聖母、人造救世主やその候補者ら、機械神と一体化していた者たちの魂が、その残骸から昇華していった。

#### エクスカリバー
”橙の”ティファナ
エクスカリバー13人の導師の一人で、表の顔は情報企業「ウィンカスター・フォーチューンサービス」（WFS）の社長にして占い師。ブルースフィアでは「高坂橙子」と名乗りフォーチュンサービスを自ら率いる。恵の師匠でもある。『ウィンカスター・フォーチュンサービス』で初登場して以来、『ff』『ガイア』の両シリーズ共通の公式NPCとして数多くのシナリオやリプレイに登場している。
この時点ではミッドガルドに戻っており、「天使がくれた世界滅亡」では、ある重大案件でメイを伴ってジャーヘッドの最大勢力であるアディーナ氏族の族長ペルニラとの会談に向かっていた。この道中に立ち寄ったマリア近郊で不時着したグラーフとアプフェルを救出しているが、これは偶然ではなく、ティファナの「予知」でここにグラーフとアプフェルがいることを知ったためらしい。なお、ティファナが携わっている重大案件については『パラダイスロスト』で扱われており、リプレイでは一切語られない。

#### コスモマケドニア
アレクサンドロス大王
古代マケドニア王・アレクサンドロス3世その人。
アインヘリアルに到達したクエスターであり、アルフやブルースフィアのクエスターの間では、2400年前、遠征の果てにアスガルドに到達した史上初のクエスターと伝えられていた。しかし実際には遠征の過程で奈落に魅入られており、アスガルド征服を目指しながら当時のクエスターたちに阻止され、以来、膨大なマナを蓄えつつ機会を待っていた。現代に至り、彼が組織した軍勢「コスモマケドニア」は、再びアスガルドを目指してユグドラシル宇宙の全世界に侵攻を開始。「襲来! コスモマケドニア!!」の冒頭で「ガイアのシャードの守護者」である恵を誘拐。ノルンの泉にて2度目のギャラルホルンの笛を吹かせ、大ラグナロクを開始させた。しかしノルンの泉〜ニーズヘグの背で行なわれた戦いで茉莉の剣に屈し、さらに加護《フレイ》を余していたベスによって自身の加護《アレクサンドロス》をコピーされて止めを刺され、以後は第1パーティに服従することとなる。
「爆誕! ゴッドウォリアーズ!!」では、大ラグナロクの存在と到来を知り、それを乗り越えるためにブルースフィアのイデアを集めるべく遠征を進める途上で奈落に魅入られ、かつての東征では手を染めることのなかった他国・他世界の滅亡を犯してしまった自己を反省すると共に、ディムにイクステリアス復活の手がかりとなる「イデア」の存在を告げるなど実質的に第1パーティの参謀の役割を果たす。オトリュスでのアビスマルトリニティとの戦いでは「戦とは激動の状態。故に戦場での全ての行為は激動的にこなせ」との言葉を出陣する茉莉たちに贈った。サプリメント『ラグナロク』によれば、その後はコスモマケドニアを率いて、かつての援助者だった奈落と戦っている。
第1パーティ編GMの田中天は、実在のアレクサンドロスがイスラム世界の文献において「双角王」と呼ばれていたことから「奈落に染まったアレクサンドロス」のモティーフを得たことを「襲来! コスモマケドニア!!」にて示唆している。その一方で、ノルンの泉での最終決戦では、日焼けサロンで肌を焼き、最上級素材で作った高級ブランド品に身を包んだ、いわゆる「チャラ男」風の演出をしている。
アリストテレス
古代ギリシアの哲学者・アリストテレスその人。史実においてアレクサンドロスの教師であった。
「襲来! コスモマケドニア!!」では、コスモマケドニアの冥府ハデス侵攻軍指揮官として登場。「哲学元帥アビストテレス」を自称し、喜多や茉莉たちに応戦する。
奈落に染まっており、その肉体からマルティン・ハイデッガーやルートヴィヒ・ウィトゲンシュタインなどの亡霊哲学者軍団をエネミーモブとして生成する能力を持つ。
ブケパロス
アレクサンドロスの愛馬・ブケパロスそのもの。
「襲来! コスモマケドニア!!」ではマシンヘッドとして登場。馬型のエンブレムを持つスポーツカーの姿で現れ、茉莉たちを翻弄した。
エウメネス
アレクサンドロスの書記官。カルディアのエウメネスその人。
「襲来! コスモマケドニア!!」のクライマックスシーンに登場。ノルンの泉にて茉莉たちとアレクサンドロスとの最終決戦をノートパソコンで記録しようとしており、なぜか広川太一郎風の口調で実況していた。戦闘には直接参加せず、ニーズヘグの出現で何処かへ姿を消した。

#### その他の人間と異種族
東喜多（あずま・きた）
「虹の彼方から」のPC。祥吾の母方の祖母で地術師。故人であり、現在は死者が集う異世界「冥府ハデス」に住む。
「襲来! コスモマケドニア!!」では、タルタロスから冥府ハデスに突入しようとする奈落と、それを支援するコスモマケドニア軍を阻止すべく、ゲリラ兵を率いて戦っていた。
「爆誕! ゴッドウォリアーズ!!」の茉莉の回想シーンでは、竜一郎が去った後に現れ、祥吾の立場を代弁した。このシーンでは「虹の彼方から」でのプレイヤーでもある鈴吹太郎が操作していた。
ジャンガリアン・キッド
「虹の彼方から」のPC。「エターナル時空盗賊」を標榜するネズミ型生体コンピュータ種族「ヴァーハナ」。
「襲来! コスモマケドニア!!」では、異世界「ノーフューチャー」のシーンにて登場。とある都市に突如出現した「アビスタワー」にあるビフロストの橋を奪うべく、義体に身を包んで侵入するが、茉莉たちに先を越されてしまった。その後茉莉たちをビフロスト・ジャンクションまで送り届けるが、帰途、ビフロスト・ジャンクションとノルンの泉を結ぶビフロストの橋に爆弾が仕掛けられているのを目撃し、旧知のグラーフに救助を要請した。
ウシャス
異世界連合の女性議員。サプリメント『リーフワールド』の公式NPC。
「爆誕! ゴッドウォリアーズ!!」にて、「蒼の守護者」茉莉と「ガイアのシャードの守護者」恵を保護するため、艦隊を率いてグレートブケパロスと接触した。しかし恵は置き手紙を残して姿を消した後であり、彼女の捜索に協力する。その過程でアークの存在も突き止めた。終盤ではグレートブケパロスとともに、オトリュスへ向かう茉莉たちをエスコートした。
彼女が茉莉と恵を保護しようとしたのは、ブルースフィアがユグドラシル宇宙から離脱した結果、ユグドラシル宇宙のみならずブルースフィアの滅亡も必至であり、唯一ブルースフィアとつなぐことの出来る恵のシャードが必要だったからである。
ヴィオレット
G=M社によって発掘・修復された人間型戦闘機械「ヴァルキリー」。「オーディンの槍」「スルトの剣」のPC。
ミッドガルドの小ラグナロク期には古代文明の巨大戦艦「グングニル」の艦載機として、現代においてはミョルニル山に隠されていたグングニルの同級艦「レーヴァテイン」の制御ユニットとして活動したのち、一時はレーヴァテインと共に別世界に旅立っていたが、やがてアークの制御ユニット及び大ラグナロクの正常な進行のサポートという根源任務に基づき、レリクスの門にてアークを起動させ得る者（グローリアス曰く「本当にこの世界を救う意志がある者…次世代へ繋ぐ意志がある者」）を待つべく、アークと共に眠りに就いていた。彼女の名付け親はグローリアスであり、「爆誕! ゴッドウォリアーズ!!」では、彼女が眠るレリクスの門にやってきたグローリアスと運命的な再会を果たした。なお、彼女が離れた後のレーヴァテインの所在については語られていない。
ヴィオレットの2度目の登場作である「スルトの剣」は菊池たけしのTRPG『ナイトウィザード』（ルール第一版）とのクロスオーバー作品であり、そのエンディングでヴィオレットのプレイヤーの井上純弌は「こんな世界を滅ぼすような船と、こんな壊れたヴァルキリーは『アルシャード』にはいりません。『ナイトウィザード』にあげます」と発言して「スルトの剣」のGMである菊池にヴィオレットを半ば押し付ける形で譲った。その後井上は自身のブログでヴィオレットを『ナイトウィザード』のキャラクターとして認識しており、「爆誕! ゴッドウォリアーズ!!」での再登場は井上を驚愕させるに十分であった。

#### その他の神霊的存在
冥府龍ニーズヘグ
ノルンの泉に巣食い、宇宙樹ユグドラシルの根を噛んでいる存在。あらゆる「モノ」を喰らい尽くすがゆえに「終末の獣」とも呼ばれる。
「襲来! コスモマケドニア!!」にて茉莉ら第1パーティとアレクサンドロスとの最後の戦いの最中に出現し、戦場であったノルンの泉、さらにはブルースフィアを飲み込んでしまうが、「美少女★女神と黄金の林檎」で美衣ら第2パーティによってアマルテイアが起動し、ブルースフィアはニーズヘグから脱出した。その後は「イクステリアスの障壁」によって抑えられている。
ガイア

ブルースフィアの創世神話によれば、あらゆるもののはじまりから存在していた母神とされ、ブルースフィアという星そのものがガイアであるとされている。このような「はじまりの神」をユグドラシル宇宙では始源存在と呼ぶ。ブルースフィアのイデアでもある。
ユグドラシル宇宙という次元構造は、別の始源存在である”元なる巨人”イミルの死骸から生まれたものであり、つまり、ガイアはユグドラシル宇宙の誕生以前から存在する。ユグドラシル宇宙という次元構造は、イミルが生み出した「世界樹」が母神ガイアという「大地」に根を張ることにより成り立つ。そのため、ガイアを擁する世界であるブルースフィアはユグドラシル宇宙という次元構造抜きに自立できるが、ユグドラシル宇宙という次元構造はブルースフィアが存在しないと崩壊する。「美少女★女神と黄金の林檎」では実際にブルースフィアがユグドラシル宇宙を見捨てて多元宇宙の外へ旅立つという事件が起こった（グレート愛ランドの二大女神はこの原因を「ガイアが眠ってしまったため」と見ていた）。ブルースフィアをユグドラシル宇宙へ帰還させる物語はサプリメント『ラグナロク』の収録シナリオによって扱われ、リプレイでは語られない。
ユグドラシル宇宙誕生以前からの始源存在であるガイアは、大ラグナロクによる滅亡と再生の対象には入らない。逆に、ガイアが奈落によって失われてしまうと新しい世界樹を生やす大地がなくなるため、ユグドラシル宇宙を再生させることそれ自体が不可能となる。しかし、再生ではなく完全なる宇宙の新生を狙うメタトロンにとってはガイアもまた滅ぼすべき存在である。
機械神デウス・エクス・マキナ

ミッドガルドの創世神話によれば、神代の時代、「人間は神々の下僕たるべし」との運命に逆らったミッドガルド大陸北方の王ユグノスの前に現れ、彼に助力して小ラグナロクを起こし、神々を滅ぼして「人世の時代」をもたらした存在。その存在を人類の守護神として崇めるようになったトゥーレ王国が現在の真帝国の原型である。
小ラグナロクの後に姿を消したが、「ミッドガルド大陸全土に機械神の信仰があまねく広まれば、機械神は再び降臨して千年王国が誕生する」という予言が残った。真帝国はその予言の成就を侵略戦争の大義としている。なお、機械神は機械天使たちの前からも姿を消しているらしく、天使たちもまた機械神再臨の予言を成就させるべく歴史の影から真帝国に様々な干渉を行ってきた。
真帝国では運命を司る神とされており、「爆誕! ゴッドウォリアーズ!!」の加護《デウス・エクス・マキナ》は運命神としての側面を表したものでもある。また、あらゆるものの複製を作り出すエイリアスという真帝国の秘儀も機械神の加護によるものとされており、エイリアスを作れ出すのは真帝国ではその秘儀に通じたごく一部の者だけとなっている。
機械神デウス・エクス・マキナはミッドガルドという一世界のみならず、ユグドラシル宇宙全体に影響を及ぼす神でもある。「魔女が望んだ未来消失」でベスが掴んだ情報によれば、機械神デウス・エクス・マキナは「万物をマナに還元する存在」であり、この神が降臨することによって初めて、ギャラルホルンの二度目の笛でも生き残った世界群のマナへの還元（ベス言うところの「『正しい形で（大）ラグナロクを起こす』」）が始まるのだという。
デウス・エクス・マキナは現在の宇宙を終わらせる神であるが、同時に大ラグナロクを終わらせて次代の宇宙につなげる神でもある。デウス・エクス・マキナが降臨しない限り活性化した奈落の侵食は永遠に続き、最後は宇宙の全てが奈落に沈むことになる。ただし、ロキ神によると、大ラグナロクを終わらせるには全ての神々を滅ぼす必要があるとされ、大ラグナロクの最後には次代を望む人間と生き残りを望む神々とで最終戦争が始まるとロキ神は予言している。ユグドラシル宇宙においてのミッドガルドはデウス・エクス・マキナが降臨する舞台装置としての役割を持ち、その時にはミッドガルドがアスガルドとして開かれるとされる。
ベスの説明によれば、デウス・エクス・マキナをミッドガルドに降臨させるためには3つのイデアが必要とされる。そのうちの2つがマキニャンと”無垢なる者”である。この3つのイデアは、最終的にはデウス・エクス・マキナを受け入れる器となる者によって統合される必要がある。
マキニャン
メタトロンの反逆によって権能の大半を失った機械神デウス・エクス・マキナが、残された権能のひとつであるエイリアス技術を使ってグレートブケパロスに送ったアバターの一体。一人称は「主」。
ベスの前に現れ、茉莉たちの前に立ちふさがるであろうメタトロンのアバター討伐を要請する。ベス以外には正体を隠しており、「マキニャン」は偽名。
形態の維持はベスのシャードに依存しているため、ベスと瓜二つの姿を採っているが、ベスから離れると1個のネジと化してしまう。そのため「爆誕! ゴッドウォリアーズ!!」のオープニングではベス（というよりはプレイヤーの鈴吹太郎とGM）にいいように遊ばれてしまい、茉莉のプレイヤーのしのとうこから「大惨事」呼ばわりされていた。わりとフランクな性格だが、意外と気弱。本体たる機械神の権能がほとんど失われていることもあり、ベスからは「神の威厳がない」と言われてしまっている。
マキニャンはあくまで機械神の一側面が擬人化したものであり、必要最低限以外の知識や記憶も与えられていないため、機械神そのもののあり方をそのまま表しているわけではない(これは”無垢なる者”も同様)。
”無垢なる者”
機械神デウス・エクス・マキナのアバターの一体にして、真帝国を司るイデア。サプリメントなどでは「イノセント」とルビが振られることもある。幼児の姿をしており、一人称は「ぼく」だが性別がなく、男女どちらともとれる外見。
「天使派」によるクーデター（＝「天使がくれた世界滅亡」）の最中に帝都グラスヘイムに出現。混乱する帝都で孤立状態にあったが、とある勇敢なクエスターたちによって救出され、現在はヴァナヘイムで保護されている。「魔女が望んだ未来消失」ではシルダと邂逅。気に入られた様子であった。
見聞きする様々なものに対して好奇心旺盛に接する様子が『パラダイスロスト』のシナリオでは描かれており、「魔女が望んだ未来消失」でもシルダに対しては強い興味を抱いていたが、シェルリィが目の前に立ってもその存在を認識さえしないということもあった。
ニケー
ブルースフィアで行われている、神々の転生者たちの決闘「レスケー」の審判役。西洋風の女性の顔立ちで、背に大きな翼を持つ天使のような姿をしている。ギリシア神話の勝利の女神ニーケーと同じ名前を持つが、その出自は謎に包まれている。彼女が神格を持つ古代の神の類なのか、神々の転生者たちの戦いにまつわる妖精のごとき存在なのかは定かではない。
一切の倫理道徳に惑わされずに、ゴルゴーン三姉妹の提示した試合のルールを遵守して勝敗の判定を行う。「美少女★女神と黄金の林檎」冒頭のレスケーで那須美衣を勝利者と判定し、彼女への報酬として「黄金の林檎」を与えるべく、美衣をポセイドン号へと案内した。これはその時点で「黄金の林檎」を所持していた海王竜馬どころか、「黄金の林檎」本人であるクアドラの了承を得たものではなく、このことからも、ニケーはレスケーの運営のためなら他人の都合は全く無視する傾向があることがうかがえる。なお、この独善的な傾向はレスケーの運営に関わる神霊的存在には共通しており、レスケーの参加者選定とルール作成を担当するゴルゴーン三姉妹はレスケー参加者の意思を考慮しない（参加への拒否を許さない）。
ロキ
アース神族の道化神であり、アルフレッド教務枢機卿の正体。ミッドガルド:真帝国関係者の節を参照。
ルシファー
悪魔王。元は機械神の第一の配下である機械天使だったが、その強力さゆえに驕り昂ぶり、機械神に成り代わろうとして奈落に堕ちた。最終的には機械神に半身を砕かれシャード《シャヘル》と化した。これらは全てミッドガルドの神話時代の出来事である。
ユーベル・エンデ枢機卿はこのシャヘルのシャードを継承したアインヘリアルで、現在はルシファーそのものとして覚醒している。ミッドガルド:真帝国関係者の節を参照。
炎の巨人
「天使がくれた世界滅亡」の終盤、大ラグナロクの開始を告げる「二回目の『ギャラルホルンの笛の音』」がミッドガルドに到達したと同時に、ミッドガルド大陸南部の「炎の壁」の彼方で立ち上がった巨人。
伝承によればスズリ砂漠は彼によって生み出されたとされ、そこに住むジャーヘッドは「新しき神」として信仰している。
名前は存在せず、現在の世界を滅ぼした時に初めて名前が与えられ、神となるという。
この炎の巨人については『パラダイスロスト』で扱われるが、大ラグナロクで出現した炎の巨人は一体ではなく軍団として登場しており、巨人軍団はスルトと名乗る戦士に率いられている。
スルト
神々と世界を焼き尽くす巨霊神で、大ラグナロクの最終局面に現れる。この神霊存在については最終シナリオ『終末の炎』で語られ、リプレイでは登場しない。
”蒼”
宮沢茉莉のシャードのアバター。
「爆誕! ゴッドウォリアーズ!!」にて、ルートワールド「スクールエンパイア」での祥吾との再会以来、絶えずシャードから聞こえる「奈落に染まった父を倒せ」という声（ルール上はクエスト）を振り切り、「アスガルドを目指すために父を救う」決意を固めた茉莉に応えて、茉莉のシャードは変貌し、茉莉と同じ声、同じ口調で語るようになった。そして、自らを「蒼」「蒼の守護者」と名乗り、茉莉に願いを望んだ。それに対する茉莉の願いは「これからもあたしと一緒に、平和な日常を守って。あたしだけの日常じゃなくて、全ての行きとし生ける者の日常を」だった。
一連の過程はルール的には、サクセサー用の追加クエストとボーナス加護として表現されており、「爆誕! ゴッドウォリアーズ!!」のシナリオ上で追加された加護は《ガイア》である。GMの田中天はミドルフェイズにて、設定したクエストに対してPCが《ガイア》を得ることができる「トゥルーエンド」と、そこへ向かうための隠しフラグを用意していた。そして茉莉が隠しフラグを立てたことでトゥルーエンドは成立した。
ラティ／プリーティ
じゅりあの故郷・グレート愛ランドを支える二柱の女神。大ラグナロクによって消え行く滅びた神カーマのシャードを残すべく、ユグドラシル宇宙全体に住人を送っている。初出はサプリメント『リーフワールド』。
「爆誕! ゴッドウォリアーズ!!」にて、恵の行方を探しに来たベスに彼女の不在を告げたが、同時に「ブルースフィアがユグドラシル宇宙を離れたのは、ガイアが眠ってしまったからだ」として、ガイアを目覚めさせるためのアイテム【愛の輝き】をベスに託す。
アビスマルトリニティ
大ラグナロクによって解放されたティターン神族・ヒュペリオン、機械神に叛逆した大天使メタトロンのアバター、そしてアインヘリアル・宮沢祥吾が融合した存在。「爆誕! ゴッドウォリアーズ!!」のラスボス。
ヒュペリオンが因縁深い祥吾を完全に乗っ取るためにメタトロンの助力を得て生み出した存在だが、祥吾にとっては、茉莉たちの力を借りて両者を一網打尽にするための「罠」である。そのため、ヒュペリオンやメタトロンの人格が出た時にはそれぞれの力を発揮するが、祥吾の人格が出た時には一時的に抑制されるという弱点を持つ。
「大聖樹」（サンワリンギン）
ミッドガルド南方の大密林ウータンキドゥルに生える巨木であり、原住民「バーバリアン」たちの信仰対象。自我を持っており、大聖樹は巫女（オラクル）を通じて自分の意思を伝える。バーバリアンたちの中では大聖樹の声を聞けるオラクルは「ロロ」と呼ばれており、畏怖をもって扱われている。
その正体は、アルフの知識アーカイブ「ミーミル」の漏洩電波を盗聴するためにロキ神が「暇に任せて」作った巨大なアンテナである。それゆえ、大聖樹はミーミルが持つ様々な情報を知り、集積することができる。サプリメント『ミッドガルド』によると、大聖樹は情報を集積する中で自我を持つが、それと同時に、世界には自分を害する危険な存在が満ちていることを知った。膨大な知識に比べて幼児のような未発達な自我しか持たぬ大聖樹はそのことを過剰に恐れ、自己防衛のために自身の周囲に防壁となりうる大密林を作り出した。この大密林こそがウータンキドゥルである。歴代のロロを通じてバーバリアンたちを導いているのも、外敵の脅威から自分を守ってもらうためである。
後にロキ神は「面白かったが、途中で飽きて」大聖樹を放棄したが、親神が自分を放置していることに大聖樹は疑念を感じ、それが「親神は大聖樹はもはや用済みと考えており、そのうち殺しにくるのではないか」という疑心暗鬼にまで発展していた。その不安から「魔女が望んだ未来消失」ではバーバリアンたちに、「天使派」のクーデターで混乱の極みにある真帝国討伐の託宣を下した。しかし、ウータンキドゥルに向かう「虚無の翼」号に出現したロキ神＝アルフレッドは大聖樹への敵意や抹殺の意図は一切ないことを明言。アプフェルは大聖樹にロキ神の意思を伝え、バーバリアンの真の敵は真帝国ではなく奈落であり、今まさにミッドガルドの大地と生命を蝕んでいる奈落と戦うようにバーバリアンたちを導いて欲しいと依頼した。バーバリアンたちは直ちに銀嶺渓谷に進軍を開始し、ロロは「大聖樹の言葉をただ無思考に受け取るだけではいけない」と、従来の自分の姿勢を反省した。
なお、アプフェルらウータンキドゥルの外のオラクルが「神の声」と信じていたシャードの啓示の正体は、大聖樹がアンテナとして中継していたミーミルの漏洩電波であるともロキ神は明らかにしている。
グナーデ
ミッドガルドにおける奈落の上級使徒で、”月の魔女”の異名を持つ。ルール第一版基本ルールブック以来の公式NPC。
大ラグナロクの混乱を利用してミッドガルド全てを奈落に沈めようとしており、混乱を収めようとするクエスターたちに様々な妨害を行う。「魔女が望んだ未来消失」のラスボス。
月齢（正確には月相）に応じて姿が変わり、上弦時は魔力みなぎる少女の姿、下弦時は智恵に秀でた老婆の姿、満月時は両方を兼ね備えた美女の姿をとる。「魔女が望んだ未来消失」のクライマックスフェイズではこの3形態が同時に出現し、田中天によって上弦形態に「ロリーデ」、満月形態に「ビジョーデ」、下弦形態に「ババーデ」と愛称がつけられ、それぞれのオリジナル特殊能力もGMの緑谷の命名で「上り月の〜」「満月の〜」「降り月の〜」を冠されていた。
リプレイにおいては「魔女が望んだ未来消失」が初登場だが、『アルシャード』シリーズ全体においてはミッドガルドを代表するキャラクターの一人。数多くのものたちを奈落の道に引き込み、そうして墜ちた者たちが数多くの公式シナリオでユーザーたちの前に立ちふさかっていた。
その正体は約400年前に皇帝グスタフ・ヨーゼフ2世を生み出す存在として天使たちにより人工的に作られた「聖母」である。皇帝を生んだ後に奈落に墜ちたのだがその経緯は語られていない。聖母が奈落に墜ちたことはトップシークレットであり一般には知られていない。真帝国において、皇帝を生み出すと伝えられていた「聖母の一族」は全て初代聖母たるグナーデのエイリアスである。聖母の本来の機能は、マナを胎内にためこみそこから胎児を作り出すというものであったが、今までの聖母エイリアスはマナによる処女受胎を行うと肉体が耐えられずにことごとくが死亡してしまっている。そこで天使たちは別の方向性として「神の光」計画を進めた。この経緯から、グナーデはシルダを自分の同類と呼んでいる。
『ラグナロク』によると、メタトロンが奈落の属性を持って降臨したのは、グスタフ・ヨーゼフ2世が昇天してメタトロンに転生する際にグナーデが介入したためとされている。これはグスタフの母としてのグナーデなりの歪んだ愛情でもあり、我が子を自身の力で再び生み出したのだとも言える。
テュポーン
神代のブルースフィアに小ラグナロクをもたらした奈落の怪物。「神殺しの獣」の二つ名を持つ。奈落が渦巻く竜巻のような「核」から無数の魑魅魍魎が生えている、という奇怪な姿をしている。
ティタノマキア、ギガントマキアの二大戦争に勝利したがゆえに驕りたかぶっていたオリュンポス神族を罰するために母神ガイアが生み出した存在であると神話では語られているが、生まれたときから奈落だったのか、ティターン神族のように生まれた後に奈落に侵されたのかははっきりとはしない。
オリュンポス神族はテュポーンを完全に倒すことはできずタルタロスに封印するのでせいいっぱいであった。そして、この戦いで力を使い果たしたオリュンポス神族は世界の管理神の地位にとどまることができなくなり、いずこかへと姿を消した。ある神は人知れず場所で隠棲し、ある神は神としての姿を捨てて人間社会に混じり、ある神は人間に転生した。こうしてブルースフィアに「人世の時代」が訪れた。
封印されたテュポーンは大ラグナロクによって奈落の侵食を濃く受けるようになったブルースフィアに干渉し、女神ヘラのワードであった平ユウノ・アーケンの意識に接触。彼女のレックスへの独占欲と他の女性への嫉妬心をたくみに利用して、ユウノの心を奈落に染めていった。
「美少女★女神と伝説の愛天使」ではテュポーンに魅入られたユウノが冥府ハデスの青銅門を守る三体のヘカトンケイルをゼウスにより召還させ、テュポーンは守りが薄くなった青銅門を通ってタルタロスから脱出。そのタイミングを見計らい、ユウノは成穂学園の次元門を開きテュポーンをブルースフィアへと招来させた。
「神殺し」の名にふさわしく、<神>属性のダメージを与えたもののHPを100点失わせるという特殊能力を持ち美衣たちを苦しませたが、撃退には成功した。再封印される直前に「我が一部を倒したとて、お前達は逃げられない」と捨て台詞を放っているため、あくまでテュポーンの力の一部が顕現しただけであったようである。
アーリマン
奈落神の一柱。ティターンとは別系統の神族で、『アルシャード』シリーズの中でデータが明記されている一般エネミーの中ではもっとも強い。レベルは99。
「創世! 真ラグナロク!!」では最終話ということもあり、この最強の一般エネミーをミドルフェイズで登場させたが、サプリメントを全て使用して強化された100レベルの最終パーティー相手には、加護も使われずに処理されてしまった。
リーヴ／リーヴスラシル
ミッドガルドの伝説によれば「アスガルドに生える世界樹のうろの中で眠り続けている少年と少女」とされる。アスガルドに誰かがたどり着くとこの二人が目覚めると伝えられている。
この伝説には真実が含まれており、アスガルドにたどり着いたものの前に二人の少年少女が現れることは事実である。この少年少女はアスガルドにたどり着いたものへ、思い通りの新世界を作り出すための手助けをしてくれる。いわばアスガルドの案内役である。
この二人の正体は完全に不明であり、神なのか人型のレリクスなのかハイアルフの一人なのかもわかっていない。ハイアルフ最高の叡智であるミーミルでさえ伝説としてしか認知していない。最終話「創世! 真ラグナロク!!」の冒頭では、滅びを目前に迎えたユグドラシル宇宙に住む全ての者の夢の中に現れている

#### カメオ出演NPC
『トライデント』リプレイシリーズでは、ルール第一版時代からの『アルシャード』リプレイやシナリオに登場した歴代のPC・NPCが登場するが、その中には、PCと深く関わり合わないがカメオ出演としてファンサービスのように登場している者たちもいる。
成穂学園学園祭の関係者・来場者
「襲来! コスモマケドニア!!」と「美少女★女神と黄金の林檎」の双方で描かれた学園祭シーンで登場したキャラクターたち。一部はウラヌス降臨時（「美少女★女神と黄金の林檎」）や南極大陸（「美少女★女神と伝説の愛天使」）で奈落や異世界の敵性勢力との戦いに加わっている。

桧森かなた
『明日へのプロファイル』を参照。
茉莉、恵のクラスメイトで、成穂学園の学園祭ではクラスの出し物「大正メイドカフェ」を手伝っていた。

功刀リョウ/箕輪神奈
以上のキャラクターは「神薙ぐ御剣」を参照。
で成穂学園の学園祭に客として来場していた。受験生の身であり、成穂学園入学を志望していることが明かされている。ウラヌス降臨時には成穂学園のあるN市（『ガイア』の主舞台）にて奈落の魔物と交戦している。

嘉神朋也/ファム/トキノ・ケイ
以上のキャラクターは『神の贈り物』を参照。
「天蓋の城」（『神の贈り物』第2話）のプリプレイでファムは高校に入学し、エンディングでケイがファムの高校に転入しているが、「襲来! コスモマケドニア!」でこの高校が成穂学園であり、かつ2人が茉莉のクラスに在籍していることが明かされた。その流れを受け、朋也が成穂学園の学園祭に来場し、茉莉、恵とすれ違っている。ウラヌス降臨時には、朋也とファムは魔術師連盟の要請でロンドンに向かい、フランベルジュと合流して奈落と対峙。N市にとどまったケイはウラヌス降臨時にはリョウたちに加勢。南極戦線ではファム以外の全員が合流。朋也とフランベルジュは竜一郎を退避させ、襲来してきたティターン神族に応戦。ケイは対テュポーン戦のため日本に戻る美衣たちに魔導弾「勝利の果実」を引き渡した。

夷神瞬/リョージ・R・クエスター/岩戸転/塞翁寺蘭/常磐若葉/浅緋銀朱/新橋浅葱/刈安山吹
以上のキャラクターは『君といるセカイ』を参照。
瞬は聖翔華学園生徒会の役員として成穂学園の学園祭に招待されており、リョージはそれに同行していた。その流れでウラヌス降臨時にはアフリカ大陸に飛び、キリマンジャロ山頂を占領する奈落と戦闘。南極戦線では「神父のオレが天使と戦うことになるとは」「眼鏡のスペアが全部壊れる前に戦いを終らせるぞ」と軽口を叩き合いながら機械天使を迎撃している。残る6人は「創世! 真ラグナロク!」冒頭でエリーとエクスに協力して最後の完全機械化救世主を破壊したが、直後に若葉、銀朱、浅葱、山吹はエクス同様にシャードに吸収されてしまう。これが、エリーがイデアノーツに合流するきっかけとなる。
ビフロスト・ジャンクションの通過者
「襲来! コスモマケドニア!!」のビフロスト・ジャンクションのシーンで第1パーティーの面々が目撃したキャラクターたち。

桃根木咲紀/蜜羽/龍
『ガイア』シナリオ集『ロストレクイエム』のNPC。
咲紀は『ロストレクイエム』の舞台となる万色学園の地下に広がる遺跡の番人の一族である。周囲には自分がクエスターであることを隠している。蜜羽と龍の正体は、それぞれ魔法攻撃、物理攻撃に特化した大鎌「マギウスヘルパー」「アダマスヘルパー」である。
茉莉たちが見た咲紀たちの姿はいつの時点かは不明だが、咲紀自身は南極戦線でアンタレス戦団が放った反陽子爆弾の爆発で負傷し戦線を離脱している。なお、咲紀の在学する万色学園が『トライデント』リプレイにおいて「漂流学園」セッティングを採用しているかいなかは曖昧にされている（やはり万色学園を舞台とするリプレイ「紅き世界より来る者」のPCは登場していない）。

ドロシー
『ff』シナリオ集『オーバー・ザ・レインボー』のNPC。

ミッドガルド大陸一周レースのレーサーたち
『ff』シナリオ集『アラウンド・ザ・ワールド』のPC・NPC。
ミッドガルド大陸一周レースは重機械メーカーである帝国企業「ヨルムンガルド」が、アルフレッドの後援を受けて主催した一大イベントで、優勝賞金100万ゴルトを懸けて、大陸全土から命知らずの猛者たちが集まった。
このレースには、縁談を嫌って出奔した妹エヴァンジェリンを探すグンター、賞金目当てのゾンバルトもエントリーしていた。この事実は、ビフロスト・ジャンクションでは複数の時間軸が交差していることを示唆している。
「虚無の翼」号の乗員・乗客
「襲来! コスモマケドニア!!」で「虚無の翼」号に救助された第1パーティーの面々が出合ったキャラクターたち。

”シルバーブレイド”ディーン・スキールニル/ヘイゼル・ベルンライン
以上のキャラクターは「腐食都市」を参照。
茉莉たちを救出後ノルンの泉に向かう「虚無の翼」号に乗客として乗り合わせ、行く手を阻むコスモマケドニア軍に応戦する。
「腐食都市」は、ヒッチハイク中の”シルバーブレイド”に、真帝国軍を退役しパンツァーを駆って旅に出たヘイゼルが同乗を誘う場面で終わっている。そこから「虚無の翼」号に乗るまでの経緯は明らかでない（ただし”シルバーブレイド”は「腐食都市」でグラーフと面識がある）。

狭山美優
『ガイア』基本ルールブックの公式NPC。もとはルール第一版サプリメント『ティル・ナ・ノグ』で追加されたクラス「ストレンジャー」のサンプルキャラクター。『ガイア』サプリメント『グレートディメンジョン』では「オーヴァーランダー：ブルースフィア」のサンプルキャラクターも務め、『ゲーマーズ・フィールド』の『アルシャードff』サポート記事のタイトルバックイラストにも登場している。
”シルバーブレイド”やヘイゼル同様「虚無の翼」号の乗客だったが、車内で同じ市内の学校に通う茉莉と意気投合。今回の事件が終わったら一緒に遊びに行くことを約束して、茉莉たちの道を切り開くためにコスモマケドニア軍に立ち向かう。その後「虚無の翼」号を脱出してブルースフィアに帰還し南極戦線に向かうも、アンタレス戦団の反陽子爆弾を受けて戦線離脱を余儀なくされている。
自ら「パートタイム勇者」と称しており、『ガイア』基本ルールブックによれば、クエスター活動のために遅刻・早退・無断欠席を繰り返しているため、教師受けは良くないとのこと。
ウラヌス降臨時のクエスター
「美少女★女神と黄金の林檎」でのウラヌス降臨時、主戦場の海王グループ本社ビルにいた第2パーティとは別の場所で戦うキャラクターたちの動向が描写された。

ディーン・ランダム
『明日へのプロファイル』を参照。
「蒼き星、黒の太陽」のラストで成穂学園を去っており、ウラヌス降臨時にはニューヨークに出現したヴァンパイアの掃討に当たっていた。

フランベルジュ
『神の贈り物』を参照。
ロンドンで朋也たちと合流し、奈落を迎え撃った。その後は朋也ととも南極に向かい、ティターン神族と交戦している。

神戸屋るん
「神薙ぐ御剣」を参照。
竜一郎と共に東京、南極と奈落や異世界勢力と連闘している。
銀嶺渓谷近くの街に集まった人々
「魔女が望んだ未来消失」では、銀嶺渓谷の真帝国軍の危機と、それに対するアムング軍、バーバリアンたちの援軍派遣を知った人々（クエスター含む）が、補給拠点となった渓谷近くの街に集まった。

パトリック・ウォン
帝国企業「ゼネラル・マテリアルズ」（G=M社）情報処理部長にして同社の非合法活動部門の責任者。ルール第一版基本ルールブック以来の公式NPC。リプレイでは「オーディンの槍」「時計仕掛けの破壊神」に登場。
シルダとハンス、グンターの会話で、ウィルマ―兄妹とグンターをヴァナヘイムに脱出させたことが明かされている。銀嶺渓谷では真帝国・アムング・バーバリアンの連合軍成立を知っていたのかとのミナの問いに「すべての手を明かさないのが男ってもんですよ」ととぼけた返答をしている。

ナガセ・ミナ
ハンターズギルド「ノルン」のウィンカスター支部長。ルール第一版基本ルールブック以来の公式NPC。リプレイでは「時計仕掛けの破壊神」に登場。
武器補給支援のため銀嶺渓谷に駆けつけ、連合軍の成立に「こんな手があるとは」と驚いていた。

ヴィヴィアン
「砂漠の異教神」を参照。
アムングをまるごと対奈落の傭兵として雇うための資金提供を巡るミハエルとハンティとの会話の中で登場。ハンティは事前にヴィヴィアンからミハエルについての情報を入手しており、「あそこの情報は信用できる」とした上で資金援助を了解した。自身はWFSから銀嶺渓谷に派遣され、そこでミハエルと再会。自身の「予言」（ミハエルは将来の真帝国皇帝を担う人物）が「当たったでしょう?」と笑いかけた。

”ゴルム氏族の”イングリナ
「砂漠の異教神」を参照。
銀嶺渓谷にてWFSと共に物資援助に駆けつけ、かつて共に人造異教神計画を阻止したミハエルと再会。ジャーヘッド諸氏族の協力を約束した。

### 用語

#### 集団
ユグドラシル宇宙
コスモマケドニア
「襲来! コスモマケドニア!!」のメイン敵集団。突如ユグドラシル宇宙の諸世界に侵攻を開始し、イクステリアスなどいくつかの世界を滅ぼした。巨大次元戦艦「グレートブケパロス」を本拠地とする。
幹部の一部（アリストテレス、エウメネスなど）以外はアレクサンドロスの現し身であり、中にはデーモンロードと一体化した者もいた。
アレクサンドロス大王が茉莉たち第1パーティに敗北したことで、彼らは第1パーティに臣従することになる。
「襲来! コスモマケドニア!!」の序盤では「アキレス」「スカンダ」「韋駄天」「ファラオ」などの偽名を名乗って活動しているが、これらの名称は全てアレクサンドロスにまつわる史実や伝承に由来する。
イデアノーツ
アスガルドにイデアを届ける「運び手」として結成された組織。宮沢茉莉が代表を務めている。
出来る限り多くのイデアをアスガルドにもたらすことを目的としており、ユグドラシル宇宙のクエスターたちにイデアノーツへの参加を求めている。
イデアノーツの構成員になった者は、イデアを回収するためにユグドラシル宇宙の様々な世界を冒険することになる。
#レリクスの「アーク」も参照のこと。
アンタレス赤方偏移機械生命体戦団
「翼の折れた愛と青春」の背景設定である異世界「ギャラクシーチルドレン」で人類と交戦する敵性集団。意思を持つが（本来は）恋愛などの感情を持たず、いかなる交渉にも応じない機械生命体。大ラグナロクで南極大陸の次元ゲートが開いたのを機にブルースフィアへの侵攻を開始した。このアンタレス戦団を皮切りに、様々な世界の敵性勢力が南極に襲来し、ブルースフィアのクエスターたちと交戦することになる。
奈落（アビスシード）を兵器化出来るほどの高度な科学力を持っており、「美少女★女神と伝説の愛天使」では反陽子爆弾を炸裂させて咲紀と美優に戦傷を負わせている。
ブルースフィア
成穂学園
茉莉と恵の通っている学校として『明日へのプロファイル』で登場した。この学園がN市にあると設定されたのは『希望へのコンタクト』収録の「表裏の街」であり、「襲来! コスモマケドニア!!」では、『神の贈り物』でファムやケイが通うことになった学園も成穂学園であることになった。これらの設定は、前者は『希望へのコンタクト』GMの矢野俊策、後者は第1パーティ編GMの田中天の決定に拠っている。
「襲来! コスモマケドニア!!」で茉莉や恵ら第1パーティ（とその関係者）が早々にブルースフィアを旅立ってしまったため、成穂学園は美衣たち第2パーティの日常の舞台という側面が強い。
なお、N市には美優の通う瑞珠学院、咲紀の通う万色学園も所在しており、それぞれ『ガイア』シナリオ集『ダークマジック』『ロストレクイエム』に設定が記述されている。
学園の地下には神代に作られた青銅製の門が存在する。これはタルタロスどころかアスガルドにまでつながる非常に高度な次元門で、「明日へのプロファイル」での戦いで破壊されたが、「美少女★女神と伝説の愛天使」ではユウノによって修復されてテュポーンをブルースフィアへ呼び寄せるゲートとして利用された。この次元門がどのような由来のものなのか、なぜ次元門の上に学校が建てられているのかといったことについては明らかになっていない。
ヘルメス教団
ブルースフィアに古くから存在する魔術結社の1つ。シオンはここに属している。魔術師連盟と比べてもなお秘匿的で、錬金術、占星術、秘術を現在でも伝え続けている。
構成員は全員がヘルメス神のワードであり、全員が全く同じ人格と思考を持つ。しかしシオンだけは他の構成員とは大きく異なる個性を有していたため、異端者として封印されていた。なお、上述のようにこれらの設定は第2パーティ編GMの藤井忍ではなくシオンのプレイヤーの田中信二によって決められている。
教団はポセイドン神のワードである海王竜馬から「黄金の林檎」（＝クアドラ）を盗み出すことを代償にシオンを解放するが、美衣の介入や奈落の襲撃により失敗に終わり、シオンは査問会にかけられる。その中でシオンが指摘した幾つかの疑問点から、この決定の背後に「ブルースフィアに滅亡の危機が迫っており、それを回避するには『黄金の林檎』が必要である」というゼウス神の予言があることが明かされた。
ゼウス神＝レックスが本格的に行動を開始した際に協力を要求されたが、これを拒絶したためレックスの雷霆を受け、教団は全滅した。
ミッドガルド
ミッドガルド軍
大ラグナロクからミッドガルドを守り抜くために、シルダが作り出そうとしている対奈落連合軍。国家、種族、宗教の垣根を越えて全ての者たちに結集を呼びかけている。
「魔女が望んだ未来消失」で北方の奈落の軍勢の南下を食い止めるため、真帝国軍（白竜部隊、西方方面軍）、反真帝国勢力（ドヴェルグ、バーバリアン）、中立勢力（アムング軍、ヴァナヘイム社、エクスカリバー）が一時的に手を取り合ったことが構想のきっかけとなっている。
銀十字軍
真帝国における皇帝親衛隊。正規軍とは独立した指揮系統を持ち、それゆえに正規軍との縄張り争いが激しい。その性質上、真帝国内でも表沙汰にされないような特殊任務についていることもある。
銀十字軍は真帝国でも花形な部隊であり、誰でもなれるわけではない。実力はもちろん必要だが、それなりの家柄も考慮されるらしく構成員にはグーデリアン家など真帝国の名門の家の出身者が多い。このことから銀十字軍の隊員は「自分たちは力ばかりの正規軍の連中とは違う」というエリート意識が強い。『トライデント』ではエリートと呼ぶにふさわしい高潔さを持つ部隊として善玉に描かれているが、ルール第一版の頃の公式シナリオではエリートであることを鼻にかける嫌味な悪玉として描かれるケースの方が多かった。
「天使がくれた世界滅亡」の冒頭でマクシミリアンによる粛清を受け壊滅的被害を受ける。大ラグナロク勃発後は、真帝国の再建に備えるため地下に潜ってプリムローズと接触。天使派は現在でも危険分子として銀十字軍の残党狩りを続けている。
プリムローズ
反真帝国ゲリラの中でも最も勢力の大きな組織。各地で様々な武力テロを繰り返しており、真帝国外の敵対国家を支援することも多い。
「真帝国の領土拡張政策はいまや真帝国そのものに軋みを与えている」と主張し、植民地解放を進めた方が真帝国にも被支配地域にも双方のためになると訴えた真帝国内の市民運動を原点とする。それが真帝国内では反真帝国運動として扱われて弾圧されたため、なし崩し的に武装組織の体を為した、という経緯を持つ。
現状のプリムローズは真帝国の崩壊を望む組織のように思われており、末端の構成員もそれを望んでいる者が多いが、本来は真帝国とその他諸国との共存を目指す組織である。リーダーのハンス・ウィルマーもその理想は捨てていないが、武装化とともに肥大化してしまったプリムローズはもはやハンスの思惑だけで制御できるものではなくなってきていた。そこに発生したのが「天使派」クーデターであった。ここにおいてプリムローズはかつての敵（の一組織）であった銀十字軍と手を組ぶことで真帝国の改革という原点に回帰し、その実現のために動いている。
天使派
ミッドガルドの真帝国の一部軍人や聖職者が所属している派閥。人間の歴史を裏から操る機械天使たちから「協力者」として選ばれた者たちのコミュニティである。
機械天使たちは人々の前に直接的に姿を現すことをあまり好まず、天使派の人間たちを通じて歴史に干渉していた。天使に選ばれた者はそれを公言することは禁じられていたため、天使派というコミュニティ自体が秘密結社的な存在であり続けたが、メタトロンが帝都の臣民の前にその姿を堂々と現したのと呼応して、天使派の動きは活発化している。
西方方面軍
ミッドガルドの真帝国正規軍の一つ。その名の通り、大陸の西方を管轄する軍隊である。積層都市バルトロマイに参謀本部を置き、西隣するウェストリ廃王国の交易都市ウィンカスター近郊にも駐屯している。『アルシャード』シリーズのリプレイや公式シナリオで真帝国正規軍が出てくる場合、大抵はこの西方方面軍の部隊である。
無能と名高いヘルムート・ゾンバルト将軍が指揮官ではあるが、兵力そのものは相当なポテンシャルを持つ。そのため、ミハエルは「危機的状況では金よりも身の安全を優先させる」（グラーフ談）性格のゾンバルトの説得を買って出る。
なお、正規軍には他には東方方面軍と北方方面軍が存在している。
ヴァナヘイム社
「国家・地域・都市」の「ヴァナヘイム」を参照。

#### 世界
円環世界イクステリアス

世界樹ユグドラシルの周囲を環のように取り巻いている世界で、住人は全員がクエスターである。ディムの故郷世界。
「ウソという概念を持たない世界」であり、そのためにアレクサンドロス大王の姦計に騙されて滅亡した。
「爆誕! ゴッドウォリアーズ!!」ではウソという概念がないことは、他者を心から信じることから逃げた負の歴史であったことが判明し、「裏切られても信じることを忘れない心」こそが本来のイクステリアスが持っていたイデアであったことが明かされる。サプリメント『リーフワールド』『ラグナロク』ではイデアを失った世界は力を減衰させるとあるため、「襲来! コスモマケドニア!!」でイクステリアスがあまりにあっけなく滅んだのは、イデアを失ったためであるという解釈も可能である。
ビフロスト・ジャンクション

厳密には世界ではなく。複数のビフロストの橋で形成される空間。異世界同士の中継地点であり、あらゆる世界に通じる「扉」が存在する。ただし扉はアクセス権限のある者しか開けることが出来ない。
「襲来! コスモマケドニア!!」における茉莉たち第1パーティの事実上の拠点であった。
10TH-TERRA

「襲来! コスモマケドニア!!」でスカンダ（＝コスモマケドニア）軍に拉致されたアルフレッドは、記憶と能力を奪われた上、この世界のテラ大陸の街「ロストヘヴン」に放置されていた。茉莉たちに救出されるまで、アルフレッドは誇りを失い野盗に堕ちた天羅大陸流れのサムライの心を救ったり、「アスガルド」と名付けられた牧場を守る未亡人母娘のために戦ったりと冒険を繰り広げていたようである。
アルフレッド救出に至る過程は『フリズスキャルヴ』で搭載されたフォーカスシステム判定（FS判定）を用いて行なわれ、第1パーティが判定に成功するたびにGMから現在の状況を伝えるアルフレッドのモノローグが読み上げられる形式が取られたが、鈴吹太郎からは「天・オンステージ」、矢野俊策からは「シーンプレイヤーはアルフレッド」などとGMは突っ込みを受けていた。
ノーフューチャー
いわゆるサイバーパンクな世界。「襲来! コスモマケドニア!!」にて、ビフロスト・ジャンクションで第1パーティの前に現われた「謎」と表示された扉（通常、アクセス権限があれば扉には世界名が表示される）の行先を解くため、ベスが受けた機械神の宣託によって、第1パーティはこの地に赴き、ここにあったビフロストの橋を回収した。その結果、扉の行く先はノルンの泉であり、アクセス権限はアルフレッドが有していたことが判明した
作中では『トーキョーN◎VA』のパロディー風世界として演出されたが、これは第1パーティのプレイヤーとして、『トーキョーN◎VA』のデザイナーである鈴吹太郎が参加していたため。
異世界連合

デーヴァローカと呼ばれる文化圏に属する世界群を中心に、大ラグナロクの実態をある程度把握できているような文明レベルが高めの複数の異世界が寄り集まってできた巨大組織。
連合議会を中心とした合議制が徹底しており、グローリアスからは「呉越同舟」「万単位の合議制だからろくすっぽ動かない」と皮肉られている。
「爆誕! ゴッドウォリアーズ!!」にて異世界連合の実情を見極めたシェルリィは、「特別な部外者」＝サクセサーである茉莉たちに、異世界連合に赴き彼らを取りまとめるよう命じた。
スクールエンパイア

「爆誕! ゴッドウォリアーズ!!」にてグレートブケパロスから姿を消した恵を追って茉莉が訪れた世界。ここで茉莉は、ブルースフィアにいるはずの父・祥吾と思わぬ再会を果たし、因縁浅からぬヒュペリオンが解放され、祥吾と一体化した事実を知らされる。
グレート愛ランド

「爆誕! ゴッドウォリアーズ!!」にてグレートブケパロスから姿を消した恵を追ってベスが訪れた世界。ここでベスは、世界を支える二大女神＝ラティとプリーティからイデア【愛の輝き】を託された。じゅりあの故郷でもある。
オトリュス
かつてティターン神族の神殿が存在した世界。ブルースフィアにおける小ラグナロク＝ティタノマキアによって廃墟となっていた。
「爆誕! ゴッドウォリアーズ!!」にて、茉莉たち第1パーティとアビスマルトリニティとの、最終決戦の場となった。

#### 国家・地域・都市
ブルースフィア
N市
『アルシャードガイアRPG』において、シナリオの舞台のサンプルとして用意されている東京近郊の地方都市。いくつもの公式シナリオがN市を舞台にしており、N市在住の神秘組織関係者なども数多く設定されている。
南極の”聖域”
ブルースフィア最大級の次元門「黒曜宮」が存在する古代遺跡。古代から続くルーンナイトの一団により管理され人間たちの目からは隠されていたが、オリタ財団総帥・折田志緒理により発見されたことでその存在がブルースフィアの神秘社会に知られることとなった。聖域に隠されていた古代のアルフ・アイギールの知識を継承した志緒理は後に地球防衛組織アイギスを結成し新たなルーンナイトたちを生み出すことになるが、聖域のルーンナイトたちは彼女には従っておらず中立を保っている。
「美少女★女神と伝説の愛天使」の時点では大ラグナロクの影響で次元門が完全に制御不能になっているようで、聖域上空に巨大な黒穴が開いて異世界からの侵略者たちをフリーパスで迎え入れている。聖域に何が起こったのか、ここを守っていたルーンナイトたちがどうなったのかなどは定かではない、作中で確認できる侵略軍は、アンタレス赤方偏移機械生命体戦団、ティターン神族、機械天使の三勢力であるが、他にも侵入してきた可能性はある。
ミッドガルド
真帝国

ミッドガルド大陸の3分の2程度を支配下においている祭政一致の巨大軍事国家。版図を広げ過ぎた弊害が国内のあちこちに出ているにも関わらず、「ミッドガルド大陸全土に機械神の教えが広まった時、機械神が再臨し、この世界に楽土たる千年王国が誕生する」という伝承を奉じているために、征服戦争（真帝国の見地では『機械神の教えを広めるための戦い』）をやめることができないアンバランスな状況にある。
ルール第一版や『ff』では基本的に悪役として扱われているが、ミハエルやベスの存在が示すように絶対悪ではない。第3パーティ編は真帝国の領内が主な舞台であるため、真帝国の扱いは「撃退すべき侵略者」ではなく「病める超大国」とされ、PCたちは真帝国が抱える内部の歪みに立ち向かう形となっている。
マリア
真帝国にある積層都市の一つ。ある日、天から降り注ぐ炎と硫黄の雨によって塩の柱と化し、崩壊した。その直後に跡地から人工シャードとも言うべき巨大なクリスタルが真帝国軍の手で運び出されている。マリアでオラクル狩りから逃げ続けていたアプフェルはこの事件に遭遇し、一部始終を見届けた。
グラスヘイム
真帝国の帝都。3つの積層都市が連結して作られた、世界最大規模のアーコロジー。かつての小ラグナロクで破棄された機械神の肉体の残骸の上に建てられているが、その事実は隠蔽されている。
「襲来! コスモマケドニア!!」ではスカンダことコスモマケドニア軍が都市の最上層にある教会ブロックに強行突入し、ベスに命令を下した直後のアルフレッドを襲撃した。
「天使がくれた世界滅亡」では主要な冒険の舞台であり、シルダたちはこの都市を探索しながら「神の光」計画の情報を集めていった。最終的には都市の頭頂部に備え付けられた「メギドの火」でウリエルと決戦を行う。その後に起こった大ラグナロクの混乱の中で、天使王メタトロンがグラスヘイム上層に降臨。三つ子都市の一つヨハネの枢機卿であるユーベルはそれを奇跡として演出しながらアジ演説を行い、混乱する帝都の人心を掌握した。
「創世! 真ラグナロク!!」では住民全てがマナと化し、グラズヘイムそのものがメタトロンの身体と一体化した。
「世界最大の都市だから何でも揃っている」ことの描写として、作中ではなぜか立ち食いソバ屋が登場している。『天使がくれた世界滅亡』1ページ目のカラー口絵は、騎士鎧に身を固めたシルダや軍服姿のミハエルが、ラフな服装のグラーフやアプフェルと共に箸で立ち食いソバをすするというカオスなイラストになっている。
バルトロマイ
真帝国にある積層都市の一つ。真帝国西部国境に近い「嘆きの野」と呼ばれる荒野にそびえる巨大な尖塔であり、グラズヘイムに次ぐ規模を持つ。海を越えたジャーヘッドの住むスズリ砂漠からでも天を衝くその姿を見ることができる。
西方方面軍の参謀本部が置かれ、西方諸国から最も近い位置にある積層都市であるため、公式シナリオで積層都市が登場するときは頻繁に舞台となる。『時計仕掛けの破壊神』では最終決戦の場ともなった。
「天使がくれた世界滅亡」ではバルトロマイ近郊の駐屯地にシルダたちを乗せた「虚無の翼」号が緊急着陸。滞在していたゾンバルトとミハエルとの交渉が行われた。
ヴァナヘイム
ミッドガルド大陸南東の沿岸部にある島。島の海底には人魚人類「メロウ」が住まう海底都市国家「オアンネス」がある。かつて真帝国がオアンネス侵攻を企てた際、メロウの盟友である海賊や海上商人たちはオアンネス防衛のために島の名前を商号に取った会社を作り、それを帝国企業とすることで恭順する策を採った。ヴァナヘイム社は企業活動で経済的利益を真帝国にもたらすことと引き換えに、政治的には真帝国政府のオアンネスへの干渉を出来る限り退けている。ヴァナヘイム社の社長は同時にオアンネスの元首「タバルナ（大王）」を兼ねる。
住人のほとんどは、表向きはヴァナヘイム社の企業活動を通じて真帝国に恭順しているが、精神的には「自分たちはオアンネスの国民である」という自覚を持っていて、真帝国に服していない。
人間族など水中での生存が困難な知的生命体たちのために空気が敷き詰められた建造物もいくつか用意されているらしく、「魔女が望んだ未来消失」の冒頭ではシルダが海底都市の病院で治療を受けていた。その目的は、大ラグナロクの混乱が収束した後の新たな真帝国の体制のに食い込むのに、シルダがその鍵となると踏んでいるからである。
ウータンキドゥル
ミッドガルド大陸南東にある巨大な密林。地理的には真帝国領ということになっているが、先住民族「バーバリアン」が真帝国に対して激しい抵抗を行っており、真帝国はこの地を実効支配出来ていない。
「魔女が望んだ未来消失」の冒頭でアプフェルが飛ばされてきた地である。
アムング地下帝国
爬虫人類「ザウルス」が作り出した巨大国家。ミッドガルド大陸東部の大規模な地下領域がアムングの支配下にある。複雑に入り組んだ地下洞穴をいくつもつなげるネットワークのような形態なため中央集権的な政治体制がとれず、各地域をザウルスの「氏族」が支配する緩やかな連合のような形を取る。パルミエリ氏族のアイジャルクが各氏族のまとめ役として女帝の地位にいるが、実態はお飾りにすぎない。
ザウルス氏族同士の血で血を洗う覇権争いが激しい一方、地上世界諸国に対しての征服の野心はあまりない様子。ザウルスたちは自らを傭兵として地上の人間族たちに売り込むことで財や力を得る文化があり、彼らザウルス傭兵は悪逆非道のダーティーファイターとして人間族たちには恐れられている。
真帝国との関係は「傭兵稼業のお得意様」のようなものであるが、真帝国の世界征服の理念から言えば、いつアムングに恭順を求め、あるいは侵攻を仕掛けてきてもおかしくはない状態にあった。しかし真帝国で起きた「天使派」のクーデターと、それに続く大ラグナロクによる奈落のグロスヴァンド山脈襲来で、両者の関係に変化が起きつつある。
「魔女が望んだ未来消失」の冒頭でグラーフが飛ばされてきた地である。
銀嶺渓谷（ぎんれいけいこく）
ミッドガルド大陸を南北に分け隔てているグロスヴァンド山脈の西端にある断崖絶壁にある険しい渓谷。元々は温厚なドラゴンの隠れ里があったのだが、現在は真帝国軍によって管理されている。
位置的にはミョルニル山やムント高地の東側にあたり、黒の森の北側にあたる。この付近一帯はミッドガルド大陸を南北縦断する数少ないルートであり、真帝国の南西国境に生まれた「奈落の壁」によって大陸南部からの大規模な西進が阻まれている現状では、真帝国は一度北上してから南下するというルートをとらないと西方諸国への侵攻は難しい。そのため、真帝国にとっては銀嶺渓谷は押さえておかねばならない重要な戦略拠点となっている。
「魔女が望んだ未来消失」の冒頭でミハエルが飛ばされてきた地である。この時、アンジェラ率いる白竜部隊はムント高地のドヴェルグと共闘して、降下してきた奈落に応戦していた。そして最終決戦では真帝国の白竜部隊と西方方面軍、ドヴェルグ、アムング軍、バーバリアン、エクスカリバーの大連合が互いの垣根を超えて奈落に一大決戦を挑むことになる。

#### レリクス
総論
レリクスとは神代にアルフの超技術によって作り出された遺物のことである。ただしその製造技術はすでに失われており、ウートガルドに住まう最古のハイアルフでさえ、もはや新しいレリクスを作り出すことはできない。
レリクスの中には特別なものしか使えないようなセキュリティがかけられているものもある。アルフが所有する「レセプター」という水晶体はどれだけのレリクスを使用できるのかのアクセス権限を示すものでもある。
神話に伝わる神々の道具の正体はレリクスであることも多いが、神々や英雄自身が作り出したレリクスとは無関係な魔術的武具というものも多く存在する。ここでは厳密にレリクスであるとされるもののみ列挙する。
ビフロストの橋
異世界間に虹の橋を架けて来訪することができるレリクス。この橋で旅を続けた果てに理想郷「アスガルド」へ至れるという伝説が語られており、他の世界移動系アイテムとの大きな違いとなっている。
この虹の橋の伝説は『アルシャード』ルール第一版の基本ルールブックの時点から言及されており、複数あるとされる「アスガルドへ到達する手段」の中で、一番はじめにユーザーたちに提示されたものでもある。ルールブックやサプリメントの他、公式発表された数多くのシナリオやリプレイにも登場しているが、その機能は登場作により微妙に異なっているため、「ビフロストの橋」と呼ばれる存在は複数あるとも考えられる。アスガルドに直接つながる橋というよりも、任意の世界と任意の世界をつなぐ橋として登場することが多く、アスガルドがユグドラシル宇宙のどこにあるかを知っている者が使えばそこに辿り着くことも可能だという解釈である。
『トライデント』では「襲来! コスモマケドニア!!」に登場。複数のビフロストの橋によって構成される異空間「ビブロスト・ジャンクション」を中継することで様々な世界へ移動できるという解釈がなされている。
ギャラルホルンの笛
ラグナロクの開始と終焉を告げるといわれる角笛。一度吹けば神々を滅ぼす小ラグナロクが全ての世界で起こり「人世の時代」を開かせ、二度吹けば宇宙そのものを滅ぼす「大ラグナロク」が始まり、三度吹けばアスガルドが開き新しい宇宙が始まるとされる。神話時代に一度目の角笛が吹き鳴らされ、ユグドラシル宇宙の様々な世界で小ラグナロクが発生した。
ただし、三度目の角笛は大ラグナロクによる「宇宙のマナへの分解」が完了するまでは吹いてはならない決まりがある。それ以前に吹かれると全ての因果律が崩壊し、宇宙は再創世のチャンスを永遠に失い、結果的には奈落に沈むことになる。「襲来! コスモマケドニア!!」でアレクサンドロスに操られた西園寺恵によって二度目の角笛が吹かれたことで大ラグナロクは開始された。
『アルシャードff』基本ルールブックによると、ギャラルホルンはミッドガルドの神話時代に、ヘイムダル神から伝説の英雄シグルドへ託されたものとされている。シグルドは真帝国の祖とされるユグノス王の息子で、彼の冒険憚は「光輝伝説」と呼ばれミッドガルドでは国を問わず神話的に伝えられている。それによると、シグルドは角笛とともに予言を託されており、その内容は「ギャラルホルンを二度目に吹けば神世が終わりを告げ、三度目に吹けばアスガルドに繁るユグドラシルのうろに眠る真世主リーヴとリーヴスラシルが目ざめ、真の世界が訪れる」というものであり、リプレイとは内容が若干異なる。一度目の角笛がいつ吹かれたかは定かではないが、二度目を吹いて小ラグナロクを起こしたのはロキ神とされている。
ミーミル
過去・現在・未来のあらゆることを見通すとまで言われる究極の知識アーカイヴ。アルフ達はこのミーミルにアクセスすることで様々な情報を知り、未来を予測することができる。ただし、アルフの階級によりアクセス権限が定められているようであり、特にウートガルドを「追放」されたアルフはミーミルへのアクセス権限をほぼ剥奪されている。グローリアスのようなアルフのキャラクタークラスを取ったPCが低レベル状態で何でも知っているわけではないのはこのためでもある。
はるかな神代にこのミーミルがユグドラシル宇宙が奈落によって滅びるということを予測したため、アルフたちはこの宇宙を諦めた。ほとんどのアルフたちはウートガルドに引きこもり、眠り続けている。眠っているアルフたちはミーミルと常時接続しており、現実と寸分たがわぬリアリティで幸福な夢を見続けることができる。ただし、できる限りは長く夢を楽しもうという意味での生への執着は持っており、できる限り長期間奈落から守るために一部のアルフたちは眠りにつかずに諸世界に対して様々な干渉も行っている。一方、夢の中の幸福の享受を拒否したアルフたちは「追放者」となる。エクスカリバーはそのような追放者たちが作り出した組織であり、エクスカリバーの導師たちはウートガルドのアルフたちとは敵対関係にある。
ミーミルの情報はアルフ以外が利用することもあり、「魔女が望んだ未来消失」で語られているように、オラクルの神託はミーミルの情報から得られたものである。また、リターナーの所属組織である時間管理局もミーミルとなんらかの関連があるのではないかとも言われている。
ミーミルはただの機械ではなく、接続されているアルフの集合意思として自我を持っている。ウートガルドの最高意思決定機関として自立しており、その立場として誰かと会話するときは「老いたハイアルフの姿」として現れる。
アマルテイア
ブルースフィアの南極大陸に隠されていた神殿で、ブルースフィアに充満するマナの流れを管理することができるという大レリクス。「美少女★女神と黄金の林檎」ではこれを利用し、ブルースフィアという世界自体が次元的な位置を変えて動き出すようにマナをコントロールした（いわば自動車のエンジンのような使い方）。アマルテイア神殿の奥にある台座に起動鍵たるクアドラを置き、クアドラの正規の所有者（「美少女★女神と黄金の林檎」では美衣）が指示することで起動する。
ウラヌスとの戦いの後、未だニーズヘグに呑まれた状態にあるブルースフィアを脱出させるために用いられたが、その代償としてブルースフィア＝ガイアはユグドラシル宇宙からも離脱し、大ラグナロク下のユグドラシル宇宙に連なる世界をさらに危機に追い込む事態を招いてしまう。
レリクスの門
とある空間座標に存在する構造物。上は空とも天井とも言えない深い青に覆われ、磨き上げられた床には何本かの石柱が林立し、神殿らしきものを思わせる。
アルフたちの外部記憶メモリと言える空間で、自身の人格の破綻を防ぐため、古過ぎる記憶はここに保管されている。レリクスの門はユグドラシル宇宙に複数存在しているが、一回目のギャラルホルンが吹かれたときに発生した小ラグナロクによって多くのレリクスの門が破壊されてしまった。神話時代から生き残る最古のアルフでさえ神代の知識の多くを失っているのはこのためである。
アークが置かれていたレリクスの門の位置は、建設者のひとりであるグローリアスの記憶の中に膨大な文字列として残され、異世界連合の解析によって突き止められた。
アーク
異世界連合が突き止めたレリクスの門（正確にはその一つ）に安置されていた「方舟」。巨大なピラミッドの形をしている。
その目的は、大ラグナロクで終焉に向うユグドラシル宇宙にあらゆる存在が生きていた事実の記憶や証を納め、次の時代へ運ぶことにある。
シェルリィはアークに数々のイデアを持った英雄たちが集うことを予言した。茉莉はシェルリィの予言を受け、この英雄たちの集団を「イデアノーツ」と名付けた。
サプリメント『ラグナロク』によると、アスガルドの絶対座標を指し示す羅針盤を搭載したイデア格納船を指し、複数隻が存在しているという。アーク自体がひとつの小世界であり、アーク自身が持つイデアは「中にあるほかのイデアを守ること」である。
『ラグナロク』ではアイテムとしてデータ化されており、各ユーザーのPCが自分で所持することも可能となっている。これはイデアノーツの力を借りずに各ユーザーのPCがアスガルドに複数のイデアをもたらせることを許容していることをも意味する。なお、イデアノーツはアスガルドへ向かう手段の一つに過ぎず、これ以外にもアスガルドへ至るための道は存在する。

#### イデア
総論
個々の世界がどのような本質を持つかを記載した「世界の設計図」というべきものをイデアと呼ぶ。イデアは通常、世界1つにつき1個が存在し、形状は様々である。アイテムであることもあれば人間に宿っていることもある。
世界を一個の生き物と考えたとき、マナが世界の生命力とすればイデアは世界の遺伝子である。イデアをアスガルドに持ち込めば、ユグドラシル宇宙が新生される際に、イデアに記された世界は住人たちも含めてそのまま再構築されることになる。逆にイデアが破壊された場合は、そのイデアが象徴する世界は再生の希望が完全に絶たれることとなる。
イデアは通常は1つの世界に1つしか存在しないが、ブルースフィアとミッドガルドは複数のイデアを持つ。ブルースフィアのイデアが複数存在するのは、ガイアという唯一の本質が様々な形で分散して存在していることを示す。一方、ミッドガルドは全く異なる本質を持つ複数のイデアが共存している。これはミッドガルドがユグドラシル宇宙の中でも稀有なまでに「多様性を持つ世界」であることを示している。
『ラグナロク』には、イデアをサクセサー以上のPCが使用できる「ワールドアイテム」として扱うルールが整備されており、イデアを所持したPCは強力な力が与えられることになる。リプレイのPCたちも2巻以降は数多くのワールドアイテムで身を固めている。ここではストーリー上で密接に関わったイデアと、リプレイが初出のイデアのみ記載する。
短剣【イクステリアス】
グレートブケパロスから姿を消した恵を追って、今は無人の荒野となったイクステリアスを訪れたディムリットが、この地の神殿跡で発見した短剣。元々は儀礼用の短剣で、イクステリアスに初めて現われたアインヘリアルの遺骸と共に埋葬されていた。柄には「我らこの地で世界樹を守らん。我ら真実によって結ばれし者。そこに一片の曇りなし」との銘文が刻まれている。
短剣を手にしたことで、ディムにはイクステリアスの記憶が流れ込み、彼のシャードでもある心臓と呼応した。そしてディムが短剣で自らのシャードを刺すことで、短剣はイクステリアスのイデアとなった。
【愛の輝き】
グレート愛ランドのイデアであり、愛という概念そのもの。ここで言う愛とは性愛や情愛に限らない広義のものである。このイデアは人によって様々な形に見えるらしく、「爆誕! ゴッドウォリアーズ!!」でベスが入手した時は母子手帳のように見えていたが、その理由をラティとプリーティは「天涯孤独のベスは潜在意識下で母の愛になんらかの思いを抱いていた」と看破した。
【無垢なる者】
機械神デウス・エクス・マキナのアバターの一体にして、ミッドガルドの真帝国を司るイデア。#その他の神霊的存在の節を参照。
【エピタフ】
シェルリィの右手の甲に着装されていた剣十字形のレセプターにして、奈落との戦いで倒れたエクスカリバーの戦士たちが眠る墓地「アヴァロン」が内在する、いわば「エクスカリバーのイデア」。
シェルリィの武器たる闇の聖剣「魂魄剣エクスカリバー」の本体（シェルリィはこれを「エピタフ・システム」と呼ぶ）でもあり、戦闘時には「アヴァロンズ・ゲート」と呼ばれるエネルギー噴出口が解放され、闇（第3パーティGMの緑谷曰く「安息をもたらす夜の色、英雄たちの魂が憩う眠りの世界の色」）の奔流となったエクスカリバーの戦士たちの魂が剣を形造る。
「魔女が望んだ未来消失」でシェルリィが装備品として取得。アイテム「ブラックカバー」の相当品だが、クエストアイテムとして取得した「希望の王国」「ファンタズムマーダー」と合わせて「志半ばに倒れた同胞（＝エクスカリバーの戦士）の魂」「エクスカリバーが連綿と積み上げてきた戦闘技術」を表現している。
【ドラケンブリード】
名前が伝わっていない「竜に守護されし世界」のイデアであった竜で、その世界が滅んだとき竜もまた死んだ。しかし竜の魂は滅びずユグドラシル宇宙に散っていったという。その竜の魂は様々な世界のヴィークル（騎乗動物も含む）に宿り、ヴィークルに竜に変化する力を与える。そしてその乗り手はドラゴンライダー（竜の乗り手）になるのである。
「魔女が望んだ未来消失」でシルダがワールドアイテムとして取得。自身のヴィークルであるレアミューのエルに宿らせた。
【ファイナル弁当】
「意思を持つ弁当箱」たちが食材を奪い合っているという、たった一軒の弁当屋だけで構成されたリーフワールドにおいて、「至高の弁当」の地位まで上りつめた弁当。この世界のイデアでもある。食した者の潜在的な能力を解放させ、劇的な攻撃力増加を付与する。
「魔女が望んだ未来消失」でアプフェルがワールドアイテムとして取得。クライマックスフェイズの開始時に使用した際、GMとプレイヤーたちによって5ページにわたる長大な描写でその美味しさが演出された。元ネタは仮面ライダー龍騎の「ファイナルベント」。
【読み人知らず】
ユグドラシル宇宙に存在するさまざまな本が揃っているルートワールド「読み手知らずの図書館」の未完成状態のイデア。
ある一つの物語を除く、世界中のあらゆる物語が記された本。その「ある一つの物語」を捜し求めて宇宙をさまよっている。イデアの所有者はこの本に自らの物語を記していき、イデアを完成に導く。
「美少女★女神と伝説の愛天使」では虎吾郎がワールドアイテムとして取得。自分が出版する予定の本のオリジナルという扱い。
【願いの絵馬】
ユグドラシル宇宙の人々の様々な「願い」から生まれたルートワールド「願望神社」のイデア。
このイデアは、誰かの願いを叶えてあげようと奔走するものに助力を与える。願いを叶える力があるわけではないので注意。
「美少女★女神と伝説の愛天使」ではじゅりあがワールドアイテムとして取得。自分がご神体として祀られている「ラブ神社」にかけられていた絵馬だと本人は主張している。
【エターナルライフ】
イデアノーツが冒険を続ける中で新しく誕生したイデアで、イデアノーツという組織そのものを司っている。膨大な力を持つマナの凝縮体であり現在は【エピタフ】と融合し、茉莉の右手の甲に埋め込まれた。
未来へ命を繋げようとする希望が生み出したこの新しいイデアは、所有者の生命力（＝HP）を著しく向上させる。
【試作特装砲"ドーラ"】
銀十字軍が作り出した大型砲。コアとなる部分には小ラグナロクで傷つき眠りについた旧機械神の残骸が使われており、そのことから銀十字軍のイデアとなった。銀十字軍の壊滅の際に失われたと思われていたが、とある秘密研究所に持ち込まれていたのをミハエルが発見し、自身の武具とした。
【サイレンハート】
あらゆる世界のクリーチャーを載せているレリクス艦隊にしてリーフワールドの一つ「ララバイ」のイデア。この世界を統括するヴァルキリー・サイレンのコアとなるパーツが【サイレンハート】である。
持ち主の思いにこたえて美しい調べを奏でるこのイデアは、ララバイのクリーチャーたちを呼び出し使役することができる。シオンが所持した。
【タイムルーラー】
ブルースフィアを中心に確認されている謎の組織「時間管理局」が所有していた時計型のイデア。所有者は時間を自在に操ることができ、
これを受けついたエリーゼはあらゆる世界のあらゆる時代に到達する術を見につけ、世界を問わずに放浪者を守護する女神として信仰されるようになった

#### 加護・諸機械・物品・能力
加護《アレクサンドロス》
アレクサンドロス大王が有する加護。効果は「自分が倒した相手を服従させる」。
アレクサンドロスが恵に対してこの加護を使ったことで、大ラグナロクは開始された。
「襲来! コスモマケドニア!!」のオリジナル加護である。
加護《デウス・エキス・マキナ》
メタトロンが有する加護。効果は「即座にアドベントが発生。デウス・エキス・マキナチャートを振り、セッションを終了させる」。
「爆誕! ゴッドウォリアーズ!!」のオリジナル加護である。なお、使用するデウス・エキス・マキナチャートは『フリズスキャルヴ』収録のシナリオクラフト用追加チャートを用いている。
メギドの火
真帝国の全ての積層都市上空に設置されているカバラ装置。起動させることで積層都市の一切をマナに還元する。その目的は大ラグナロクの開始、特に炎の巨人の出現に備え、世界を再構築することにある。
メインスイッチはグラスヘイムにあり、グラスヘイムのメギドの火が起動すると他都市のメギドの火も連鎖して起動する仕組みとなっている。マリアを滅ぼして生成されたクリスタルは、グラスヘイムのメギドの火を起動させるための「燃料」であった。
「天使がくれた世界滅亡」によるとメギドの火を起動することができるのは大天使ウリエルのみとされており、そのウリエルが倒されたためメギドの火の起動自体は行われることはなくなった。しかし、残された「燃料」のクリスタルはユーベルとグナーデによって天使王メタトロンを誕生させるためのエネルギーに使われてしまっている。また、『ラグナロク』によると各積層都市に残されていたメギドの火からメタトロン十二使徒と呼ばれる謎の天使たちが誕生したとある。
『アルシャードff』の公式設定には存在せず、「天使がくれた世界滅亡」において、GMがプロデューサーの鈴吹太郎やシステムデザイナーの遠藤卓司と相談して設けられたオリジナル設定である。
グレートブケパロス
コスモマケドニアの本拠である超巨大次元戦艦。その全長は異世界連合が有する次元巡洋艦（全長2キロメートル）をはるかに凌駕する。
「爆誕! ゴッドウォリアーズ!!」では茉莉たち第1パーティの拠点となった。
アバター
クエスターと共に成長を重ねたシャードが、より強い自我と個性を持つ「アルシャード」となった際、自分の分身として作り出す存在。また、神々や天使も自らのアバターを創造することができる。いわばアバターは神々の擬人化といえる。
アバターは、アルシャードであれば元となった神、神や天使であれば自分自身の姿を真似ることもあるが、全く異なる姿をとるものもある。マキニャンは機械神の、”蒼”は茉莉のシャードのアバターである。
青銅門
冥府ハデスに存在する次元門で、ポセイドンが作ったとされる。ティターン神族をタルタロスに封じたときに築かれたもので、奈落に侵された存在が冥府へ送られるとこの門からタルタロスへ遺棄される。。
タルタロスから脱出しようとする奈落の勢力はこの青銅門を内部から壊そうと常に攻撃をしかけている。そのため、ハデスでは様々な世界からやってきたアインヘリアルたちがこの青銅門を守るために見張りをしている。ときには自ら青銅門に入り、門を目指す奈落の勢力をタルタロスの内側から撃退することも求められる。また、この青銅門を守る門番はアインヘリアルだけでなく、ヘカトンケイルと呼ばれる巨人もいる。
大ラグナロク勃発の後、ティターン神族のポイペによって門が開かれ奈落の軍勢が冥府へ侵攻を開始。今や冥府では奈落の軍勢を門の向こうへ追い返すための戦いが激化している。「襲来! コスモマケドニア!!」ではコスモマケドニアのアビストテレスはその間隙を縫って冥府征服をもくろんだが茉莉たちによって阻止されている。
「美少女★女神と伝説の愛天使」ではユウノの口車に乗ったレックスが我欲の実現のためにヘカトンケイルを自分の下に呼び寄せたため、冥府の対奈落防衛戦力はさらに弱体化。ついにテュポーンがタルタロスから脱出するに至った。
同リプレイでは成穂学園地下の謎の次元門も青銅門と呼称されるが、関連性があるかどうかは不明。
ブレアリオス
冥府ハデスの青銅門を守る巨人・ヘカトンケイルの一体。頭と腕が無数にある巨大ロボットのような姿をしている。元々はタルタロスによって封じ込められていたらしく、ティターン神族との関連性も疑われている。
オリュンポスの主神であるゼウスはヘカトンケイルを自在に呼び出して使役できるようで、「美少女★女神と伝説の愛天使」ではゼウスのワードであるレックスが、地球支配という自らの野望をかなえる力としてハデスから召還した。呼び寄せた三体のヘカトンケイルのうちの二体は南極戦線で苦戦するクエスターに助力するためにブルースフィアに向かっていたアレクサンドロス大王の艦隊を壊滅させ、最後の一体であるブレアリオスは自分を邪魔する美衣たちを倒すために南極に召還させた。戦闘時はレックスがブレアリオスと融合するような形で合体している。この様子を見たシオンは思わず「フェードイン！」と叫んでいた。
戦闘の際はブレアリオスに生えている百の手足が身体から離れて自律ユニットとしてブレアリオスを守る。
勝利の果実
トキノ・ケイが美衣たちにもたらした魔導爆弾。テュポーンを倒すための切り札。
「天蓋の城」に登場した魔導爆弾”黄金の林檎”を改良したものであり、かつてのようにマナに傷をつける副作用はない。「勝利の果実」の名前はギリシャ神話で女神モイラがテュポーンを騙して食べさせた果実の逸話から取れられている。
ケイはこの爆弾をどこの組織が開発したのかは語らなかったため、これがこの時代のブルースフィアで開発されたものなのか、時間管理局によってもたらされた未来の技術の産物なのかははっきりとはしない。
オーディンの眼
天使王メタトロンとの決戦直前、シオンがミーミルに謁見した際に託された宝石。これを左眼につけた状態で加護《オーディン》が使われると、その効果はいかなる手段でも打ち消されなくなる。ただし、これを左眼に装備した時点で、"神々の王"オーディンとしての責務を引き継ぐ枷が発生する。

#### イベント・計画・作戦
レスケー
ブルースフィアで行われているワード同士の決闘。「ガイアの夫」となる存在を決定するための選抜試験の性格をもっており、ゴルゴーン三姉妹やニケーといった神的存在により運営されている。なお、クエスターはワードと同じく「神々の意思をつぐもの」とみなされるためレスケーへの参加資格を持つ。
レスケーの参加メンバーの決定はゴルゴーン三姉妹の一存により、本人の意思は問われない。ただ一方的にレスケーへの参加が決まったと通知される。決闘方法もゴルゴーン三姉妹によって提示される。わかりやすいまでの殺し合いなこともあれば、知的ゲームで競い合うようなこともある。レスケーは一回だけで終わるものではなく、何度も繰り返されることで、最終的に一人が「ガイアの夫」として選ばれる。ただし、一回一回のレスケーの勝利者には、審判役であるニケーから褒章が与えられることもある。
「ガイアの夫」とはあくまで比喩的な言葉であり、ブルースフィアの根源力であるガイアに最も近づける存在のことである。言い換えるならば、ブルースフィアの神となれる存在、とも言える。
「ガイアの夫」を決めることがガイア自身の意思なのかは不明ではあるが、ゴルゴーン三姉妹はガイアの意思の代行者であると自称している。ただし、クエスターたちにガイアを守ることを呼びかけているアバターであるニミュエはレスケーについては不干渉の立場を取っている。
「神の光」計画
即位から400年余を過ぎてもなお世継ぎを残していない今上帝グスタフ・ヨーゼフ2世に代わり、新たな皇帝を生み出すべく大天使ウリエルと軍務枢機卿マクシミリアンが進めてきた計画。
メタトロン降臨前の機械天使たちは「真帝国に世界征服を実現させる」ことを目的にしていたが、それを為すためには真帝国を統率する強力な力を持つリーダーが必要と考えており、ある時期から超人的な力を持つ皇帝を人工的に作り出す計画をすすめていた。その最大の成功例が400年前に生み出されたグスタフ・ヨーゼフ2世である。
しかし、そのグスタフ帝をもってしても真帝国による世界征服は完遂できず、グスタフ帝の寿命は尽きつつあった。そこで、グスタフ帝以上の超人、真帝国の救世主となりうる存在を作り上げる作戦が「神の光」計画である。
天使達が次なる皇帝を作り出す様々な実験をしていたのは、過去のサプリメントでも描写されていたが、「神の光」計画はそれらの集大成である。真帝国中の全ての積層都市の住人の生命を「メギドの火」によりマナに還元し、その大量のマナを「大量のマナを吸収しても壊れないように調整された人間」に注ぎ込むことで超人として生まれ変わらせるというのが計画の骨子である。そして「調整された人間」を育成するために「神の光」なる施設が作られ、そこで「調整された人間」として「完成」した者こそが第3パーティーのPCであるシルダ・メルフィンダである。計画のための準備は何年も前からはじめられていたが、グスタフ帝が老衰で崩御したことをきっかけに本格的に計画が動き出した。
「神の光」計画は真帝国臣民に対する大虐殺に等しいが、世界そのものを滅亡させる大ラグナロクに立ち向かうために救世主を作り出すことは最低条件、と考えていたウリエルやマクシミリアンは、臣民の犠牲もやむなしと判断していた。
なお、グスタフ帝の生前より、新皇帝を「創る」様々な計画は存在していた。「時計仕掛けの破壊神」でルートヴィヒ・シュパイエルが立案した人造救世主計画はその一つである。

#### 通称・概念
大ラグナロク

ユグドラシル宇宙における滅びと再生のプロセス「ラグナロク」の第2段階。「襲来! コスモマケドニア!!」にて、アレクサンドロスが自身の加護《アレクサンドロス》を使って恵に「2回目のギャラルホルン」を吹かせたことで開始された。
ヴィオレットの言葉によれば、ラグナロクとは生命における新陳代謝のユグドラシル宇宙版と言えるもので、次世代に生命をつなぐための仕組みであり、奈落によって疲弊した世界における「最後の希望」である。しかし、次世代の世界が想像されても、そこにイデアが存在しなければ、その世界はただ無が広がるだけとなる。奈落は不完全なラグナロク＝イデア無き世界を起こそうとしており、それ故、ラグナロクは奈落を一切排除した上で進行しなければならない。
大ラグナロクは過去に何度か発生しており、ヴィオレットとアークはそのたびに、ジウストラ、ウトナピシュティム、ノアといったイデア保持者と共に世界を次の世代に繋いできた。
ワード
神の転生体のこと。シャードとして砕かれなかった神々の中には、神としての肉体を捨て、人間やその他の種族に生まれ変わったものもいる。ワードとなったものの魂には神性がわずかながら維持されており、魂の成長によって神であったときと同等の力を取り戻すことができる。ゲーム的にいえばクエスターが成長によって神に近づくことと同じである。そのため、ワードはクエスターと同一の存在として扱われており、『アルシャードガイアRPG』のキャラクタークラスの1つになっている。
ワードとして生まれた者は、神としての記憶を持つ場合もあれば持たない場合もある。人格面も神としてのものを強く引き継ぐ場合もあれば、全く別の個体としての人格を有することもある。
また、アフロディテ神のように一柱の神から複数のワードが生み出されることも珍しいことではない。この場合、自らの力をいくつもに分散させたことを示している。
神々が自らの肉体を捨てて転生を選ぶ理由については様々であるが、小ラグナロクでシャードとして砕かれることを避けるために緊急避難的に転生を行った神々もいるようで、自ら望んで転生を行った神々ばかりではないようである。
黄金の林檎
ブルースフィアの神々たるオリュンポス神族はクアドラを「黄金の林檎」と呼ぶが、これにはギリシャ神話でのパリスの審判のエピソードになぞらえて、「その技術を奪いあう人間たちの間に不和を作り出し、やがてその技術により兵器を作った人間たちは戦争という災厄を呼び起こすことになる」という意味が込められている。
また、神器であるクアドラは"神の不死力"を宿す存在であり、そのことも彼が「黄金の林檎」と呼ばれる所以である。
なお、神々が所持していた様々なレリクスの中には、神しか動かせないようなセキュリティがかけられているものもあるが、"神の不死力"を宿すクアドラはそれらを起動させる「鍵」になり得る。
アインヘリアル
クエスターはシャードの導きによって行動するが、シャードは時として重大な試練をクエスターに与える。これを乗り越えることでクエスターはサクセサー（継承者）となる。そしてサクセサーが歴史的偉業を成し遂げると、以後彼は「アインヘリアル」と呼ばれ、神々の末席に連なることになる。
アインヘリアルは『ガイア』『ff』共用サプリメント『アインヘリアル』で規定された要素であり、クエスターレベル20以上かつ基本クラスレベル10以上のPCが、「偉業クエスト」と呼ばれるGMが用意したクエストをクリアし、その後に経験点を使って「アインヘリアルクラス」と呼ばれるキャラクタークラスを新たに取得することでなることが出来る。
ルール的には成長時にアインヘリアルクラスのレベルを上げることができ、GMはサクセサーがに与える追加の加護の代わりに「クエストアイテム」や「ワールドアイテム」と呼ばれる神話的武具を与えることができる。これらのアイテムの中にはサクセサーでも得られるものもあるが、選択肢はアインヘリアルの方がはるかに多い。
アール・ヴァル・アルダ
ユグドラシル宇宙はかつては神々によって管理されていたが、今ではほとんどの世界で、神々が世界の表側に直接出てくることはなくなってしまった。このような現在の宇宙のあり方を「人世の時代」（アール・ヴァル・アルダ）と呼ぶ。『アルシャード（ルール第一版）』及び『アルシャードff』の上級ルールブックのタイトルにもなっている。
『トライデント』の主題である「大ラグナロク」はギャラルホルンが二度目に吹かれることで発生しているが、一度目に吹かれたのは神話時代のことである。このときにユグドラシル宇宙に発生したのが「宇宙の主役を神々から人へと代替わりさせる」ためのイベント「小ラグナロク」である。宇宙の多くの世界で神話の時代を終わらせるような大事件が発生し、それに巻き込まれた神々は死してシャードへと砕かれた。生き残った神々も世界の表舞台に出られなくなる何らかの縛りに囚われることになった。こうして「人世の時代」は確立した。
小ラグナロクで砕かれなかったオリュンポス神族のゼウス神やポセイドン神は「人世の時代」に嫌悪感をもっており、神々の支配した時代を取り戻すべく人界に対して様々な陰謀を働きかけている。
オトリュスでの最終決戦で敗れ、断末魔の呪詛を叫ぶティターン神族のヒュペリオン神に対し、グローリアスは、「親子とは、もはやティターン神族の時代のように殺し合うべき存在ではない」と説くベスの言葉を引き取る形で、この語を口にしている。

## 読者投稿企画

### 「君のイデアを見てみたい!」
「襲来! コスモマケドニア!!」の結果を受け、サプリメント『リーフワールド』刊行と同時に開始された読者投稿企画。ユグドラシル宇宙に連なる（連なっていた）諸世界の設定を公募する企画である。
投稿はFEARで受け付けており、FEAR公式サイトや、一部のリプレイ（主に『襲来! コスモマケドニア!!』刊行後にログインテーブルトークRPGシリーズから刊行されたリプレイ集）に募集規定が掲げられている。
サプリメント『ラグナロク』には投稿が採用された世界観・イデアが掲載されている。
『アルシャード』ではルール第一版時代に読者から世界観を中心とする投稿を募ったことがあり、その成果がサプリメント『アメージングワールド』『ティル・ナ・ノグ』にまとめられたが、それ以来の大規模な読者投稿企画となる。

### 『パラダイスロスト』プレイリポート
シナリオ集『パラダイスロスト』では、同封のアンケート用紙を用いたプレイリポートを募っている。「君のイデアを見てみたい!」との直接の関連はないが、この結果を資料として大ラグナロク後のミッドガルドのあり方を検討するという主旨である。

## 作品一覧

### リプレイ・第1パーティ編
- 襲来! コスモマケドニア!! （ISBN 978-4-04-726778-7 / ファミ通文庫 / エンターブレイン）
- 爆誕! ゴッドウォリアーズ!! （ISBN 978-4-04-727336-8 / ファミ通文庫 / エンターブレイン）
- 創世! 真ラグナロク!! （ISBN 978-4-04-727992-6 / ファミ通文庫 / エンターブレイン）

イラストは『アルシャードガイア』のメインイラストレーターであるぽぽるちゃ。

### リプレイ・第2パーティ編
- 美少女★女神と黄金の林檎 （ISBN 978-4-04-727140-1 / ファミ通文庫 / エンターブレイン）
- 美少女★女神と伝説の愛天使 （ISBN 978-4-04-727722-9 / ファミ通文庫 / エンターブレイン）

イラストは主人公・那須美衣のプレーヤーでもあるヤトアキラ。

### リプレイ・第3パーティ編
- 天使がくれた世界滅亡 （ISBN 978-4-04-726966-8 / ファミ通文庫 / エンターブレイン）
- 魔女が望んだ未来消失 （ISBN 978-4-04-727527-0 / ファミ通文庫 / エンターブレイン）

イラストは第1パーティ編の主人公・宮沢茉莉のプレーヤーでもあるしのとうこ。

### サプリメント
- リーフワールド （ISBN 978-4-04-726904-0 / エンターブレイン）

『アルシャードガイアRPG』サプリメント。ユグドラシル宇宙及びそれに連なる諸世界のリソースブック。プロジェクト立ち上げ前に刊行された異世界サプリメント『グレートディメンジョン』を補完する役割も持つ。
- パラダイスロスト （ISBN 978-4-86224-065-1 / ゲーム・フィールド）

『アルシャードff』サプリメント。大ラグナロク初期のミッドガルドを舞台に天使との戦いを描くコンセプトシナリオ集。
- ラグナロク （ISBN 978-4-04-727409-9 / エンターブレイン）

『アルシャードガイアRPG』サプリメント。大ラグナロク発生後のユグドラシル宇宙の現況を取り上げたリソースブック兼追加データ集。
- 終末の炎 （電子書籍）

『アルシャードff』サプリメント。リプレイ最終巻「創世! 真ラグナロク!!」とクロスオーバーするコンセプトシナリオ集。同リプレイと同じく100レベルのPCを対象とする。